# Bassano del Grappa
Bassano del Grappa (Basan /baˈsan/ in veneto, già Bassano Veneto) è un comune italiano di 42 262 abitanti della provincia di Vicenza in Veneto.
È la città, dopo il capoluogo, con più abitanti nella provincia di Vicenza.
È considerata la "capitale mondiale degli Alpini", titolo meramente onorifico ricevuto nel 2008 dalla stessa Associazione Nazionale Alpini a celebrare il monumento della città più noto, il Ponte Vecchio detto anche "degli Alpini". Con deliberazione del Consiglio comunale cittadino nº 88 del 30/11/2021 viene identificata come "Città degli Alpini".
Fu dal 1404 al 1797 capoluogo del reggimento veneziano del Bassanese non dipendente da alcun altro centro amministrativo «sit ipsa terra exempta et separata a quacumque civitate et iurisdictione cuiuscumque civitatis» all'interno dei Domini di Terraferma della Repubblica di Venezia.

## Geografia fisica

### Territorio
Bassano del Grappa è situata nel nord-est della penisola italiana, nel cuore della regione Veneto, al confine tra le province di Vicenza, Padova e Treviso. La città si trova ai piedi delle Prealpi Venete (Altopiano di Asiago e Monte Grappa), nel punto in cui il fiume Brenta sbocca dal canale di Brenta. La scelta non è casuale: infatti, offre simultaneamente il controllo sulla campagna, sul fiume e sulle maggiori direttrici di traffico. Situata a 129 m s.l.m. (altitudine minima 84 m, altitudine massima 1421 m), la città si estende per 47,06 kmq in una zona sismica di grado 3 su 4 ovvero a rischio sismico basso (Ordinanza PCM 3274 del 20/03/2003).

### Clima
Bassano del Grappa ha un clima semicontinentale con inverni piuttosto freddi ed estati calde. Effetti positivi hanno le colline e le montagne che, molto spesso, hanno effetto mitigante sul clima della zona (più ventilato e meno umido rispetto alla pianura veneta). La città ricade nella zona climatica E con 2 473 gradi giorno. Per questo motivo l'accensione degli impianti termici è consentita fino ad un massimo di 14 ore giornaliere dal 15 ottobre al 15 aprile. Mediamente la durata del giorno è di dodici ore e sedici minuti, con punta minima a dicembre (otto ore e quarantanove minuti) e massima a giugno (quindici ore e quaranta minuti).
| Bassano del Grappa | Mesi | Mesi | Mesi | Mesi | Mesi | Mesi | Mesi | Mesi | Mesi | Mesi | Mesi | Mesi | Stagioni | Stagioni | Stagioni | Stagioni | Anno |
| Bassano del Grappa | Gen  | Feb  | Mar  | Apr  | Mag  | Giu  | Lug  | Ago  | Set  | Ott  | Nov  | Dic  | Inv      | Pri      | Est      | Aut      | Anno |
| ------------------ | ---- | ---- | ---- | ---- | ---- | ---- | ---- | ---- | ---- | ---- | ---- | ---- | -------- | -------- | -------- | -------- | ---- |
| T. max. media (°C) | 5,9  | 8,2  | 12,3 | 17,0 | 22,6 | 26,0 | 28,2 | 27,6 | 24,5 | 19,0 | 12,1 | 6,8  | 7,0      | 17,3     | 27,3     | 18,5     | 17,5 |
| T. min. media (°C) | −1,4 | −0,3 | 3,0  | 7,0  | 11,5 | 14,9 | 17,1 | 16,7 | 13,9 | 9,3  | 4,2  | 0,0  | −0,6     | 7,2      | 16,2     | 9,1      | 8,0  |

## Storia
(Gina Fasoli, storica italiana)

### Protostoria ed età romana
I manufatti ritrovati nella necropoli di San Giorgio di Angarano, datati tra il XI e il IX secolo a.C., testimoniano un insediamento precedente all'arrivo dei Romani. È pertanto a partire dalla metà del II millennio a.C. che si hanno notizie specifiche del comprensorio bassanese. Un'indagine archeologica, effettuata in anni recenti in via Pilati, nella fascia di raccordo tra le ultime pendici collinari e il fondo valle, consentì di riportare alla luce un piccolo settore del più antico insediamento sorto sui versanti meridionali e orientali del monte Castellaro, ai margini di un corso d'acqua di risorgiva identificabile con il rio Silanetto. L'abitato risultava posto al riparo dalle piene del fiume Brenta, e, nello stesso tempo, in posizione favorevole per i collegamenti tra i centri di pianura e quelli dell'Altopiano dei Sette Comuni attraverso agevoli percorsi naturali (Valrovina). Le indagini archeologiche finora acquisite testimoniano inoltre, che nello stesso periodo altri gruppi umani si erano insediati nel territorio Bassanese: in località Boschetto su una terrazza naturale prospiciente il fiume Brenta, ma anche ai margini settentrionali del grande conoide fluvio-glaciale su cui sorgerà nel Medioevo, il centro urbano di Bassano.
I Romani si insediarono nella zona nel II secolo a.C. e la resero coltivabile.
L'antico nome di Bassano doveva essere Fundus Baxiani, che indicava la proprietà agricola di un certo Bassio o Bassius.

### Età medievale
Sono poche le informazioni circa il successivo dominio longobardo (568 - 774) e franco (774 - 888), mentre fonti scritte confermano l'esistenza di un primo nucleo della città già nel 998, con la pieve di Santa Maria, e nel 1150, con il castello.
Nel 1059, Ecelo I, della famiglia degli Ezzelini, con altri signori, tra i quali alcuni esponenti della famiglia da Camposampiero, fece un'importante donazione al monastero di Santa Eufemia di Villanova (l'attuale frazione di Abbazia Pisani del comune di Villa del Conte) in zona di Onara. In questo documento appaiono, per la prima volta, i nomi di Bassano e del Margnan (attuale sito archeologico).
Nel 1175 Vicenza estese il suo dominio su Bassano, attratta dalla posizione strategica della città. Quegli anni si caratterizzarono per le strette relazioni politiche e militari con la ricca famiglia fondiaria degli Ezzelini che, nonostante limitassero l'autonomia del comune, favorirono la costituzione delle prime magistrature cittadine.
Nel 1223 Ezzelino II affida Bassano e i territori a ovest del Muson al figlio condottiero e trovatore Alberico da Romano (mentre il Trevigiano e le terre a est del Muson furono affidate al figlio Ezzelino III). Nonostante alcune resistenze (rivolta dei liberi), durante la prima metà del 1200, Bassano continuò a essere «la base di partenza delle operazioni militari» degli Ezzelini. Da questa zona pedemontana la famiglia dei Da Romano, ed Ezzelino III in particolare, estese la propria rete di controllo diretto e indiretto su Vicenza, Padova, Verona, Treviso, Brescia e Trento con il supporto dell'Imperatore Federico II. In questo periodo Bassano e i paesi circostanti erano amministrativamente organizzati in un «reggimento autonomo» e fiscalmente gestiti come «camera specialis» degli Ezzelini. Alla morte di Ezzelino III nel 1259, i bassanesi ottennero la protezione di Padova, riservandosi beni e diritti dell'epoca ezzeliniana e uno statuto comunale.
A partire dal 1260 Bassano si vide prima sottomessa a Vicenza (1260 - 1268), quindi a Padova, a Verona e di nuovo a Padova, per terminare, nel 1388, sotto i Visconti, il cui governo lasciò alla città una relativa autonomia.

### Il dominio di Venezia

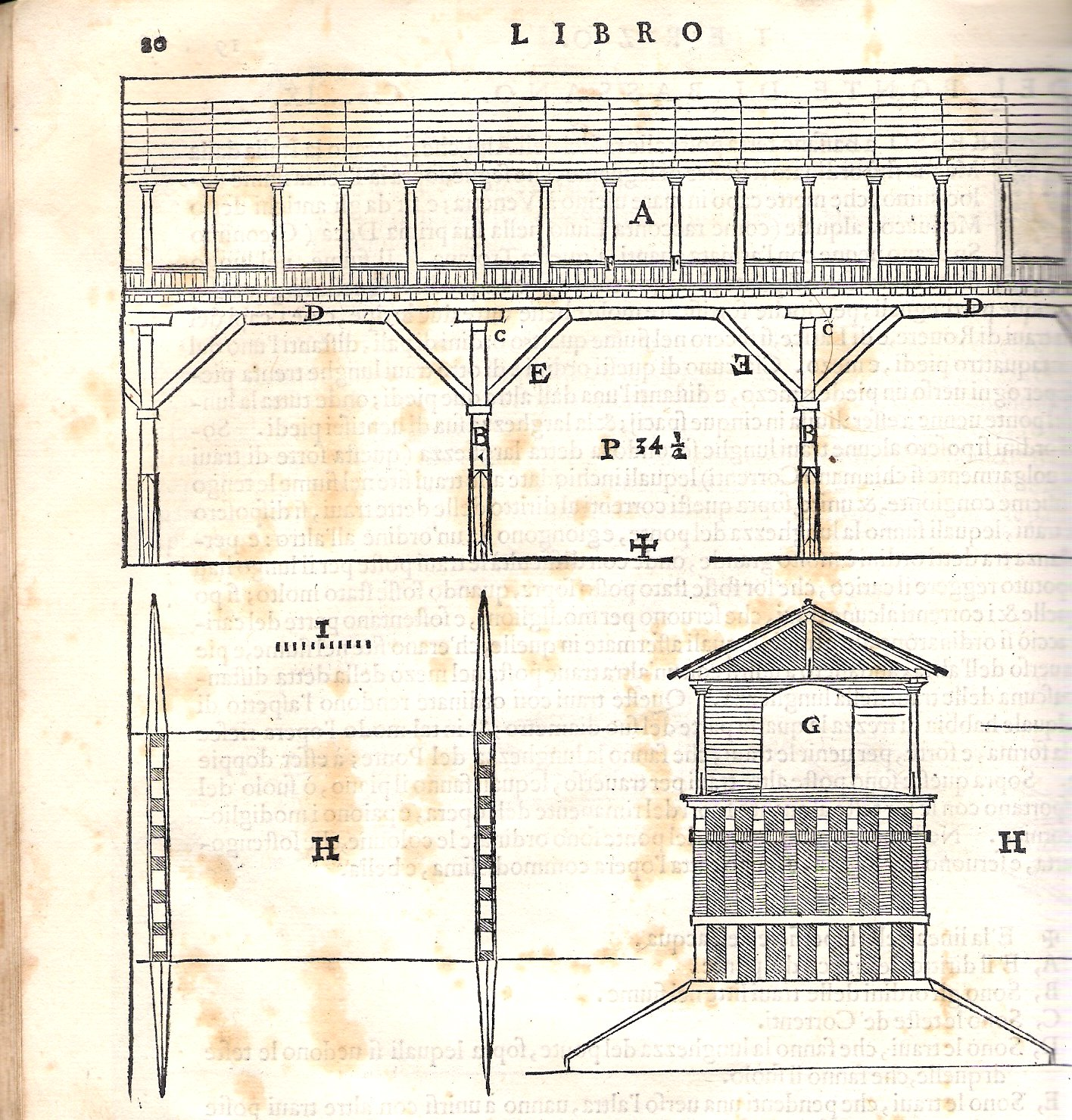
Progetto di Palladio del Ponte di Bassano

La Serenissima giunse a Bassano il 10 giugno 1404, senza alterare statuti e consuetudini del comune, dandole il governo di un podestà e un capitano scelto dal Senato tra i patrizi veneziani. Il territorio bassanese, ufficializzato dai Visconti e mantenuto dalla Serenissima fino alle soglie del 1800, comprendeva Pove del Grappa, Cassola e Rossano Veneto a est, Tezze sul Brenta, Rosà e Cartigliano a sud, Solagna, San Nazario, Cismon e Primolano a nord, mentre a ovest era delimitata dal Brenta, includendone il corso d'acqua. Al di là del fiume, Angarano pur trovandosi all'epoca fuori dal territorio bassanese aveva con Bassano già dal 1300 un «confine aperto» in materia di dazi e commerci in ragione del ponte che univa i due borghi.
A parte la guerra della Lega di Cambrai (1509 - 1513), per quattro secoli la Serenissima mantenne pace e prosperità nel territorio, con beneficio del settore tessile (lana, seta, pelli) e dell'oreficeria. Il Cinquecento vede, inoltre, la proliferazione artistica della famiglia di pittori Da Ponte, soprannominati Bassano, ed editoriale della stamperia Remondini, che nel Settecento rese famoso il nome di Bassano in tutta Europa.
Il 27 dicembre 1760 il Senato innalzò Bassano al rango di città.
Il ponte sul Brenta, detto Ponte Vecchio o Ponte degli Alpini, subì numerosi interventi e ricostruzioni dalla sua nascita, documentata nel 1209 da Gerardo Maurisio. Fu Andrea Palladio che, nel 1569, progettò il nuovo ponte ligneo dandogli l'aspetto attuale, probabilmente basandosi su un disegno del 1557. Una piena del 1748 distrusse l'opera palladiana, che fu ricostruita tre anni dopo da Bartolomeo Ferracina.

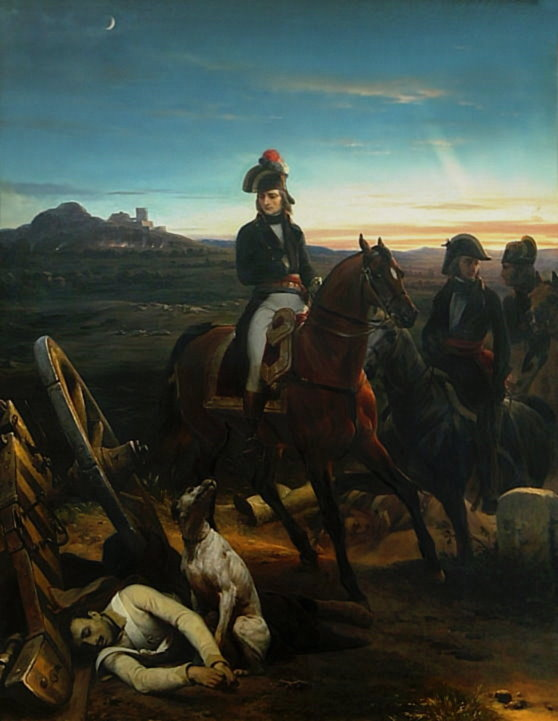
Napoleone a Bassano l'8 settembre 1796

Nel 1779 viene fondata la Distilleria Nardini, la più antica d'Italia e la prima a ottenere la licenza del Dogado di Venezia il 4 agosto 1798.
Napoleone sconfisse gli austriaci l'8 settembre 1796 a Bassano, dando inizio a un periodo tormentato per tutto il territorio. L'anno dopo cadde Venezia, alla quale si sostituirono i governi democratici delle municipalità. Il trattato di Campoformio (1797) sancì il passaggio all'Impero d'Austria.

### Risorgimento
Il 7 aprile 1815 Bassano entra nel Regno Lombardo-Veneto, aggregato alla provincia di Vicenza. Tra il 25 marzo e il 5 giugno 1848 sperimentò una breve esperienza rivoluzionaria, ma la rioccupazione austriaca mise fine al governo provvisorio.
Durante l'occupazione austriaca, tuttavia fu l'unica città veneta non capoluogo di provincia a cui fu riconosciuto il titolo di "Regia".
Bassano entrò a far parte del neonato Regno d'Italia nel 1866, dopo la terza guerra di indipendenza, per effetto della pace di Vienna e conseguente cessione del Veneto all'Italia.

### Grande Guerra
La prima guerra mondiale vide Bassano come zona di guerra, paralizzando ogni attività sino al 1916. Proprio in quell'anno la vicina cittadina montana di Asiago venne occupata dagli imperiali, dal cui centro completamente raso al suolo dai bombardamenti lanciarono alcune granate verso Bassano.
Alla fine di maggio 1916 arriva la 28ª Squadriglia aerea che vi resta fino al 30 luglio.
La disfatta di Caporetto (1917) vide poi la città in prima linea, costringendo all'evacuazione più di 7 000 persone.
Oltre a ciò, nella città si riversarono migliaia e migliaia di soldati diretti al fronte seguiti da intere carovane di fuggiaschi civili provenienti dai vari paesi invasi dagli austro-ungarici, in particolare dall'Altopiano dei Sette Comuni. Furono giorni terribili anche perché gli austriaci giunsero a pochi chilometri dalla cittadina, fermando il fronte di guerra sul monte Grappa, nella Valsugana e sui rilievi a sud dell'Altopiano di Asiago.
A seguito della guerra (23 000 soldati sono sepolti sull'ossario del Grappa) il governo fascista decise nel 1928 di cambiare il nome della città: da "Bassano veneto" all'attuale Bassano del Grappa.
La nascita, nel 1924, della Smalteria Metallurgica veneta fu l'evento più importante della ripresa economica: in pochi anni divenne l'azienda più importante della città.

### Resistenza

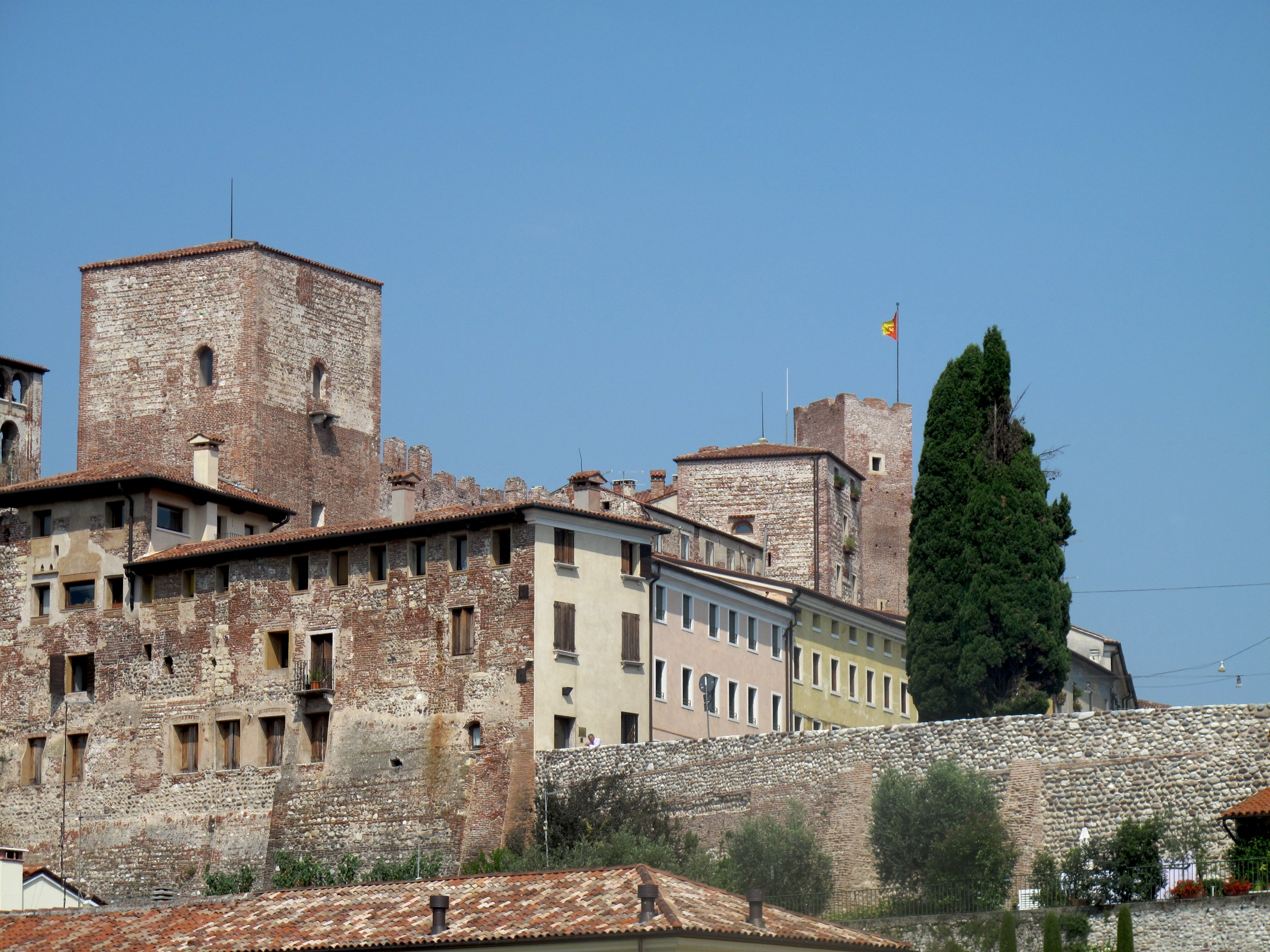
Castello degli Ezzelini

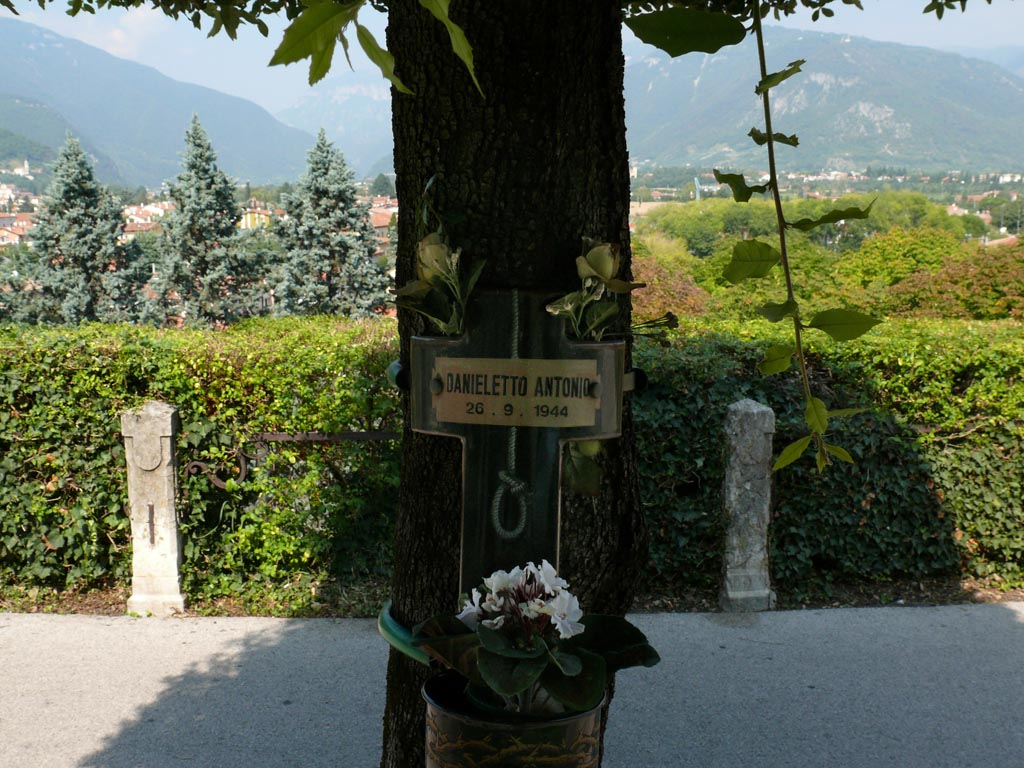
Viale dei Martiri

Anche a Bassano del Grappa, tra il 1922 e il 1943, si affermò il fascismo e dal 1926 il sindaco venne sostituito da un podestà governativo. Con lo scoppio della seconda guerra mondiale e la caduta del regime fascista, la città subì l'invasione tedesca. «Durante la Guerra di liberazione fu uno dei più gloriosi centri di organizzazione della Resistenza». Varie unità operarono nella zona, incluso formazioni delle Brigate Garibaldi, delle Brigate Matteotti e delle Brigate "Italia Libera". L'evento più drammatico che subì la Resistenza locale fu il «rastrellamento del Grappa» del settembre 1944 (più di 500 morti e 400 deportati), che culminò il 26 settembre 1944 con l'eccidio di Bassano con 31 impiccagioni nei viali cittadini. Responsabile di queste atrocità fu il vicebrigadiere delle SS Karl Franz Tausch.
Il 17 febbraio 1945 un gruppo di 15 partigiani comandati da Primo Visentin (nome di battaglia "Masaccio") fece saltare il Ponte Vecchio: ci furono due vittime civili italiane. Per rappresaglia i tedeschi prelevarono dalle prigioni tre partigiani e li fucilarono sul ponte (Federico Alberti, Cesare Lunardi e Antonio Zavagnin).
Il 28 aprile 1945 anche Bassano del Grappa fu liberata. L'elevato numero di vittime alla fine della guerra valse alla città del Grappa la Medaglia d'oro al valor militare per la guerra di liberazione.

### Dal dopoguerra
L'industria, l'artigianato e il commercio hanno contribuito all'espansione della città, un'espansione caotica e priva di una pianificazione (urban sprawl), dando luogo a una vasta superficie di città a bassa densità intervallata da residue zone agricole, situazione comune a molti centri del Nord-est. Considerando l'agglomerazione urbana, si può notare come il comune di Bassano del Grappa sia fuso con quelli di Valbrenta e Solagna a nord, Romano d'Ezzelino e Pove del Grappa a nord-est, oltre che con l'area più popolata del comune di Cassola a est. A sud l'espansione edilizia ha fatto sì che venissero inglobati i nuclei di Rosà, Travettore (nello stesso comune di Rosà), Cartigliano e Nove.

### Simboli
Lo stemma del comune di Bassano del Grappa, riconosciuto con decreto del 21 aprile 1907, ha origine antica e risale alla seconda metà del XII secolo. Riprende l'emblema del 1259 scolpito sulla facciata del Monte di Pietà in piazzotto Montevecchio e che dava il nome all'antica Porta dei Leoni che si apriva nella cinta di mura della città in direzione di Padova.
Lo stemma è stato adottato nella sua forma definitiva con il decreto del presidente della Repubblica del 23 settembre 1970.
(Descrizione araldica dello Stemma del Comune di Bassano del Grappa)
Tra i simboli più apprezzati dai bassanesi stessi e dai turisti vi è il Ponte Vecchio di Bassano, denominato anche Ponte degli Alpini.

### Onorificenze
Bassano del Grappa è tra le città decorate al valor militare per la guerra di Liberazione, insignita il 9 ottobre 1946 della Medaglia d'oro al valor militare per i sacrifici delle sue popolazioni e per la sua attività nella lotta partigiana durante la seconda guerra mondiale, inoltre è stata insignita della Croce di guerra al valor militare per atti di abnegazione durante il primo conflitto mondiale:

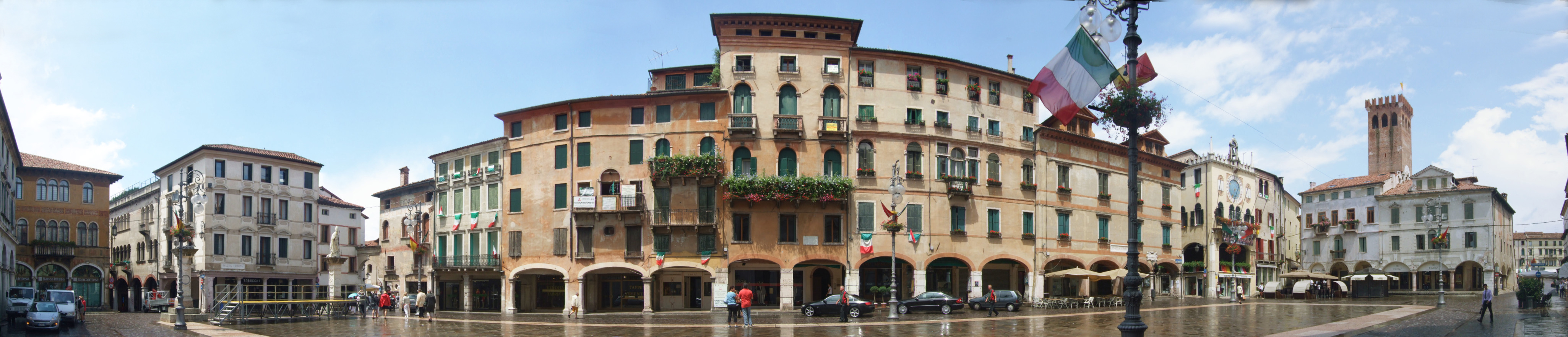
Bassano del Grappa, Piazza Libertà

### Onorificenze conferite dalla città
Il “Premio Cultura Città di Bassano” è stato istituito nel 1978, ed è nato con l'intento di celebrare una persona o un'istituzione che dal punto di vista culturale avesse in qualche modo contribuito all'accrescimento e alla diffusione del prestigio della città. Non sempre è stato privilegiato l'aspetto legato all'arte e quindi al museo.
La consegna del Premio avviene il 19 gennaio, giorno di San Bassiano, in occasione della festa patronale della città.

## Monumenti e luoghi d'interesse

### Architetture civili

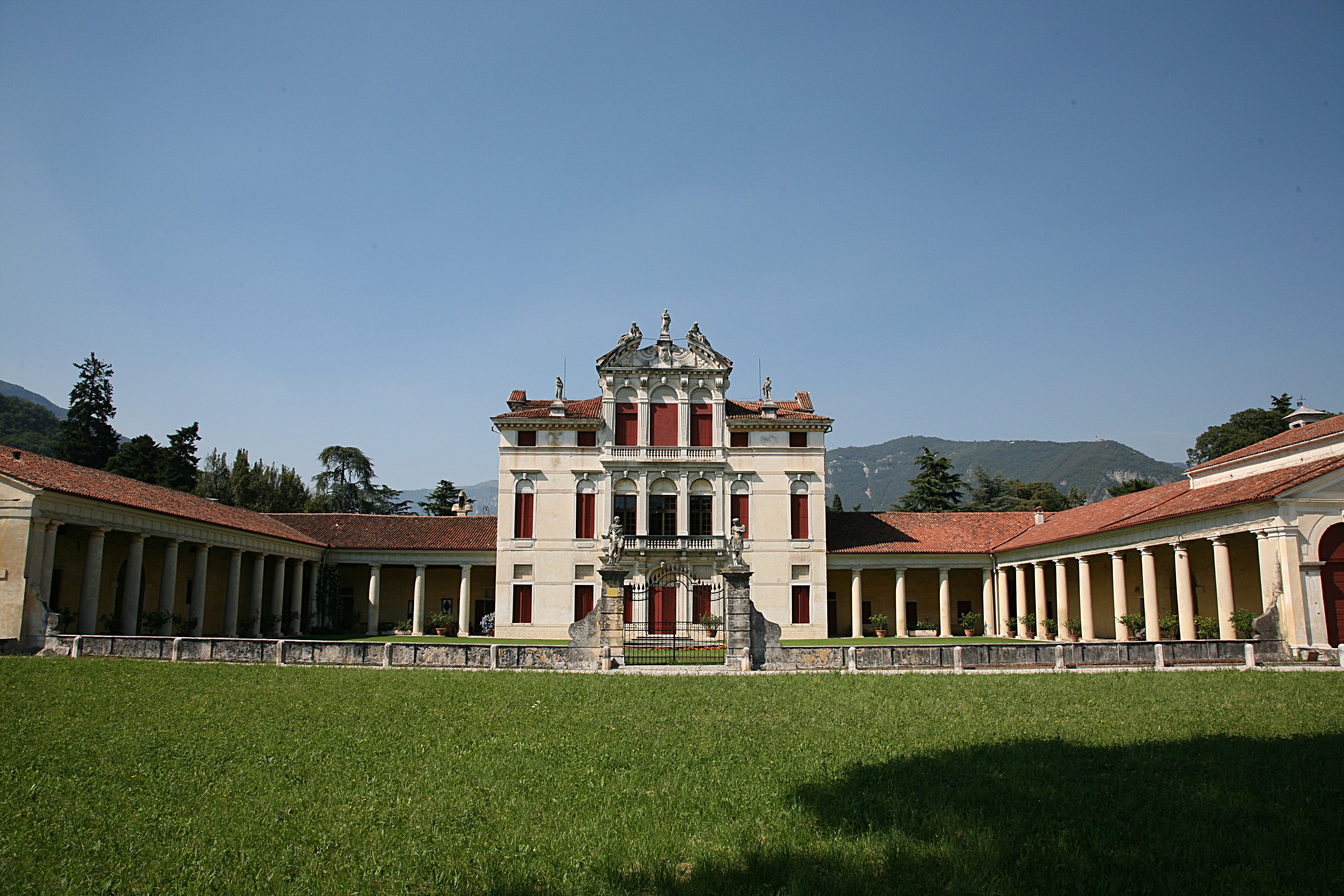
Villa Angarano Bianchi Michiel

- Villa Angarano Bianchi Michiel. Originariamente concepita da Andrea Palladio intorno al 1548, il progetto della villa è inserito nei Quattro Libri dell'Architettura dell'architetto vicentino, in cui si mette in luce l'interessante posizione della villa, la quale gode della vicinanza del fiume Brenta. Il corpo centrale è opera di Baldassare Longhena nel Seicento.
- Villa Angaran San Giuseppe è una Villa in stile palladiano, commissionata da Giacomo Angaran e Bianca Nievo nel 1588 e acquisita dai Padri gesuiti nel 1921, diventa dal 2015 centro di inclusione sociale e di sviluppo di cittadinanza nel bassanese. Al suo interno convivono in sinergia progetti per la disabilità, l'adolescenza, l'infanzia con servizi d'impresa sociale come la ristorazione, la ricezione turistica, la formazione, la produzione artigianale, agricola e culturale

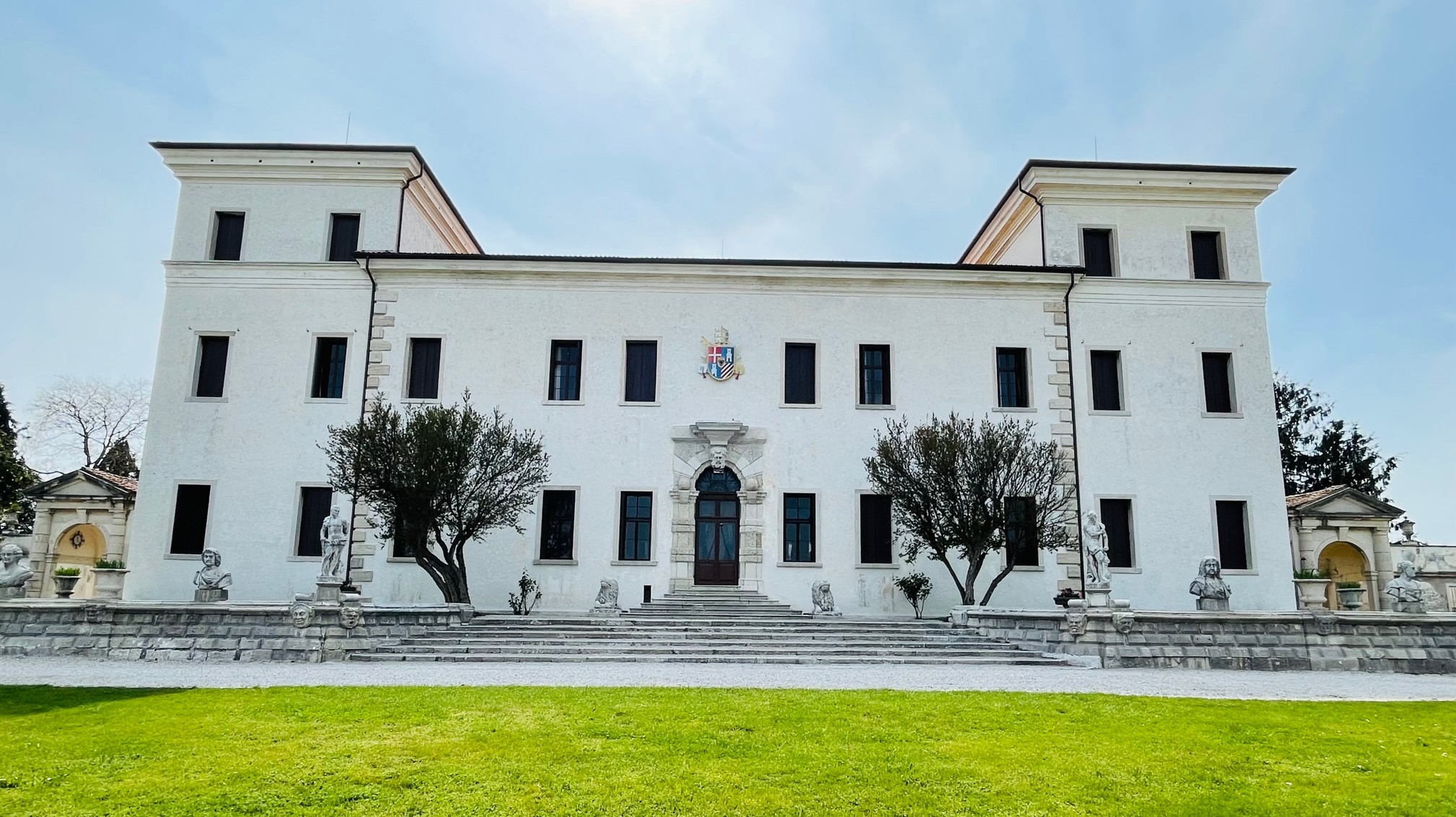
Corpo centrale della villa Rezzonico

- Corpo centrale della villa RezzonicoVilla Rezzonico XVIII secolo, con cappella, parco e giardino. Attribuita a vari architetti tra cui Giorgio Massari, parte delle statue e degli stucchi che si trovano nella villa sono attribuiti ad Antonio Canova e Abbondio Stazio. Nel salone principale vi sono alcune pitture e tele di Antonio Canova, D. Pellegrini e altri; mentre alcune sale della villa ospitano una raccolta di quadri antichi di autori tra i quali Dosso Dossi e di antichità. L'architetto americano Paul Chalfin si ispirò a questa villa per realizzare la villa Vizcaya a Miami (USA) nel 1914-1916.
- Villa Ca' Erizzo Luca, di origine quattrocentesca, costituisce uno dei contesti architettonici più pittoreschi di Bassano del Grappa. Situata sulla sponda sinistra del fiume Brenta, al suo interno custodisce un patrimonio di affreschi, stucchi e mobili antichi di raro pregio. Soggiornarono nei suoi ambienti durante la Grande Guerra i cosiddetti "Poeti di Harvard" quali John Howard Lawson, John Dos Passos ed Ernest Hemingway.
- Villa Giusti del Giardino. La villa sorse su progetto unitario nella prima metà del Seicento su volere della famiglia Zambelli. Quando la proprietà passa al patrizio Girolamo Ascanio Molin, nel corso del XVIII secolo, inizia un periodo di grande attività culturale per la villa e le sale sono un punto di incontro di letterati e artisti. Successivamente, a seguito del matrimonio di Paola Molin con il conte Carlo Giusti la villa entra nel XIX secolo nella disponibilità della famiglia Giusti del Giardino. Il conte Girolamo, figlio della contessa, avvia nella prima metà dell'Ottocento una grande trasformazione creando un parco di chiara ispirazione romantica, che venne inaugurato nel 1861.

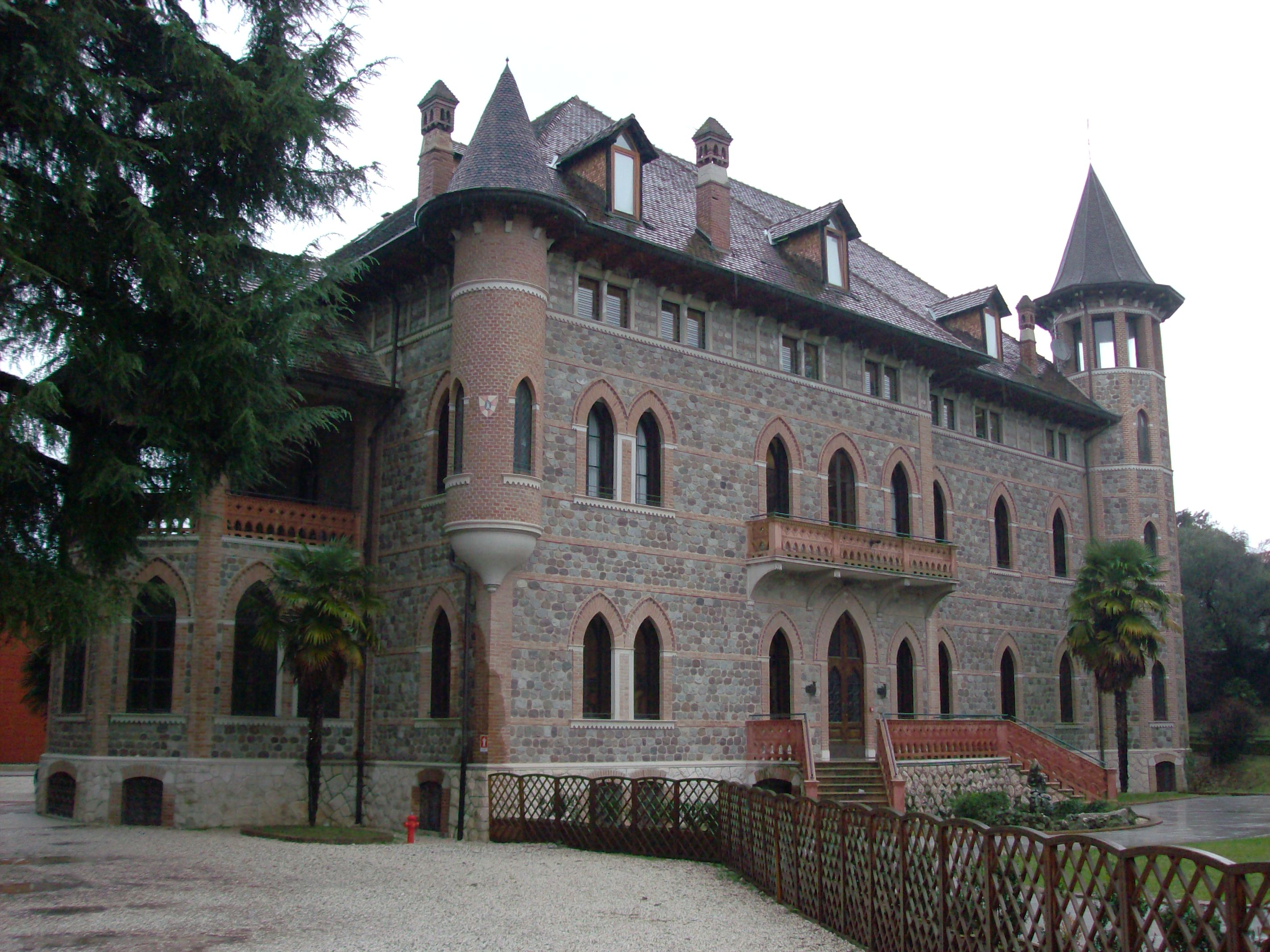
Villa Fanzago

- Villa FanzagoVilla Fanzago. Il proprietario del terreno e ideatore di questa singolare costruzione nel 1925 fu Luigi Aliprando Fanzago, figlio di Francesco Luigi Fanzago e di Amalia Michieli, dottore in giurisprudenza, reduce della guerra 1915-18, nato a Padova il 22 gennaio 1881 e deceduto a Bassano del Grappa il 28 febbraio 1938. Quest'ultimo fece costruire la villa copiandola forse dal castello di Krassonitz in Moravia, residenza insieme al palazzo in Graz, della cugina Attems. Il materiale per la costruzione venne fatto arrivare dall'Austria, le uniche eccezioni riguardavano i pavimenti alla veneziana e il rivestimento esterno.
- Palazzo Pretorio. Era la sede dei Podestà a partire dal 1315 e successivamente del Consiglio Comunale. Il Palazzo è ancor oggi protetto da una breve cinta muraria. Vi si accede attraverso una porta a bugne diamantate in pietra bianca, nel cui timpano è ospitato il leone di San Marco con il libro aperto, segno della pacifica dedizione di Bassano alla Serenissima. Nella piazzetta la scala risale al 1552 e, a mezza rampa, un piccolo locale conserva sugli intonaci gli stemmi delle famiglie dei podestà veneziani.*
- Palazzo Sturm. Fu costruito alla metà del XVIII secolo, nella zona di Bassano del Grappa denominata Cornorotto, incorporando un tratto di mura, una torre e un nucleo preesistente di edifici del XV secolo sulla sponda sinistra del fiume Brenta. Dal 1882 il Museo della ceramica ha la sua sede nel palazzo e la raccolta di maioliche, porcellane e terraglie è composta da circa 1 200 pezzi, con una notevole presenza della produzione degli Antonibon (XVIII-XIX secolo). Lo stesso palazzo, dal 15 settembre 2007, ospita anche il Museo Remondini, uno dei pochi in Italia dedicati alla stampa che illustra tutti gli aspetti del fenomeno industriale sette-ottocentesco della famiglia Remondini. Il materiale esposto è molto vario (libri, carte decorate, incisioni popolari sacre e profane, giochi, ecc.) e comprende acqueforti e xilografie di grandi incisori italiani ed europei, tra cui Dürer, Mantegna e Giambattista Tiepolo.
- Palazzo Bonaguro. È un edificio storico del XV secolo situato vicino al Ponte Vecchio nel quartiere di Angarano. Il palazzo era articolato in un complesso padronale dotato di colombara (colombaia) e protetto da un muro di cinta. Gli antichi proprietari costruirono inoltre uno scenografico giardino ricco di statue allegoriche, percorsi prospettici, fontane, secondo il gusto cinquecentesco che conferirono al podere una veste monumentale. La proprietà era situata in terre coltivate a vigneti e frumento ben rappresentato nelle statue. Dal 1969 appartiene al Comune di Bassano del Grappa che lo utilizza in occasione di mostre o altri eventi culturali.
- Palazzo Agostinelli. Fu donato alla città di Bassano del Grappa, con lascito testamentario del 1972, dalla ballerina Mary Dirouhi Megrditchian Agostinelli e destinato ad ospitare, nella parte centrale del palazzo, dopo gli interventi di restauro, le mostre che la città andava proponendo in luoghi diversi dal Museo Civico. Nel corso degli anni si sono succedute alcune iniziative espositive di particolare rilevanza che hanno confermato il Palazzo come luogo opportuno di esposizioni e incontri per eventi dedicati all'arte contemporanea, all'incisione e alla ceramica.
- Palazzo Roberti. La costruzione del palazzo risale a fine del XVII secolo, a cui si sono aggiunte successive modifiche (come l'affresco del salone nobiliare). Nell'edificio, l'8 settembre 1796 e il 10 marzo 1797 soggiornò Napoleone Bonaparte durante la sua Campagna d'Italia (1796-1797). In ricordo dell'avvenimento è posta una lapide all'esterno del palazzo. L'ultimo restauro risale al 1998 da parte della famiglia Manfrotto, attuale proprietaria del palazzo.

### Architetture religiose

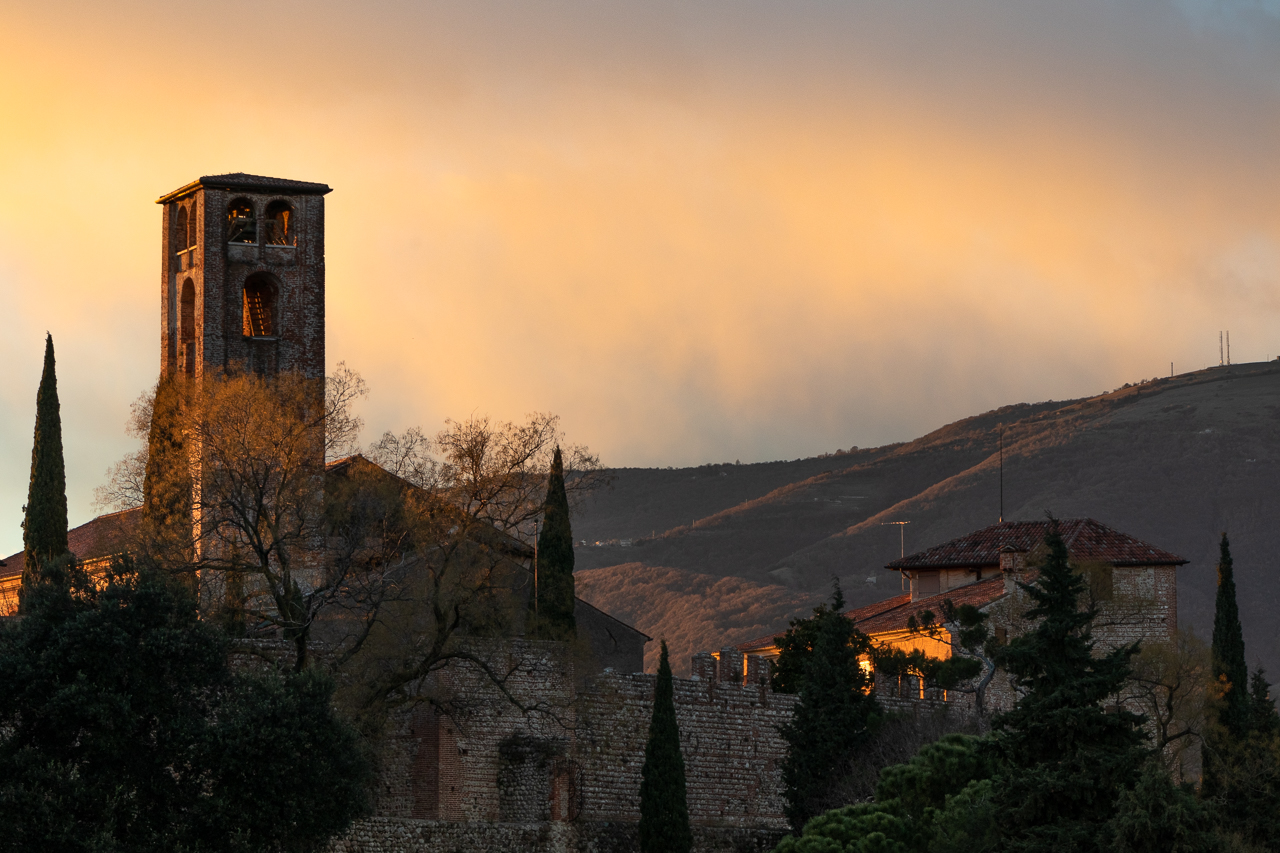
Il Duomo di Santa Maria in Colle

- Duomo di Santa Maria in Colle. Sorge sull'antica pieve, all'interno della Prima Cerchia Muraria del Castello degli Ezzelini. La presenza di questa pieve è documentata fin dal 998, in un placito steso in occasione di un'assemblea giudiziaria presieduta dal conte Azeli e da Oberto, Vescovo di Verona[18]. Il duomo di Bassano del Grappa non dispone di una vera e propria facciata nel senso classico del tema, bensì dispone di una semplice parete liscia interrotta solo da tre porte d'ingresso, di cui quella centrale è più alta e dotata di arco e frontone (il portone centrale), mentre quelle laterali sono più semplici, basse e squadrate. La parete è sovrastata da cinque finestre semicircolari che danno luce all'interno. L'interno a pianta rettangolare, è contraddistinto da una singolare e quasi totale unitarietà storica e figurativa. Le pareti sono scandite da paraste corinzie sormontate da una balaustrata decorata a modiglioni. L'interno del duomo è caratterizzato dalla presenza del Battistero, dell'organo, dei confessionali e da otto altari completi di pale, oltre all'altare maggiore.[19]

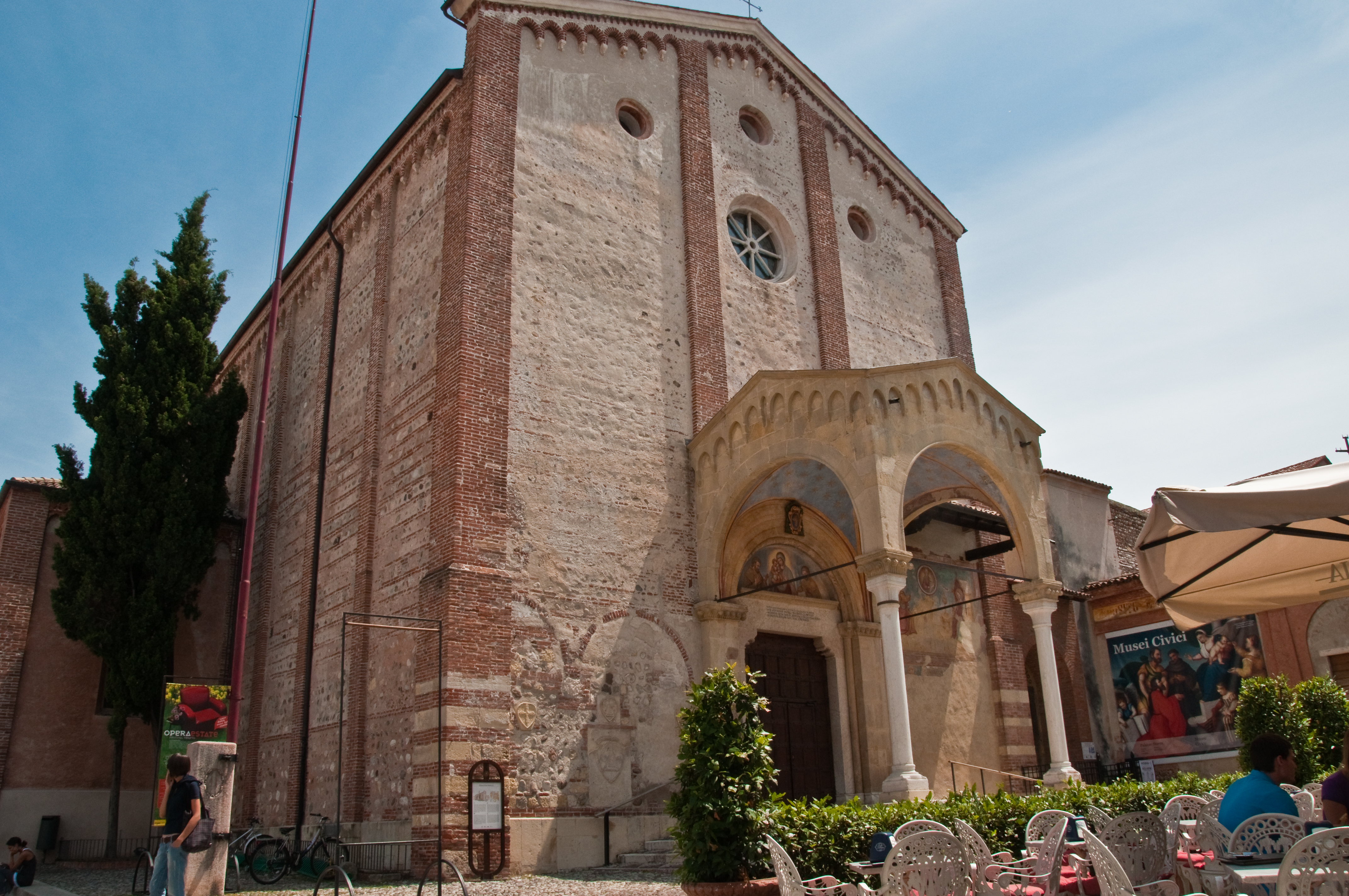
La chiesa di San Francesco con il protiro

- La chiesa di San Francesco con il protiroChiesa di San Francesco. Costruita con dedica alla Vergine Maria fu ceduta ai Frati Minori Conventuali che lo dedicarono a San Francesco. In stile romanico a croce latina è stata più volte ingrandita. La facciata ha struttura a capanna con un agile protiro ad archi a tutto sesto risalente al 1306. All'interno l'Annunciazione di Guariento di Arpo oltreché un crocifisso ligneo dipinto. Alcuni storici del passato hanno affermato che la costruzione di questa chiesa sia il frutto di un voto fatto da Ezzelino I da Romano (il "balbo") durante il viaggio in nave, di ritorno dalla seconda crociata in Terrasanta (approssimativamente attorno al 1148) nel pieno di una burrasca marina che rischiava di martirizzare i crociati, gratificandoli ben oltre l'ordinaria assoluzione di tutti peccati. Ezzelino e altri cavalieri pregarono la Vergine Maria di salvarli, non ritenendosi degni di salire agli onori del calendario. Tale ipotesi sembra confermata dagli affreschi presenti; non è tuttavia suffragata da documenti storici d'archivio[20].

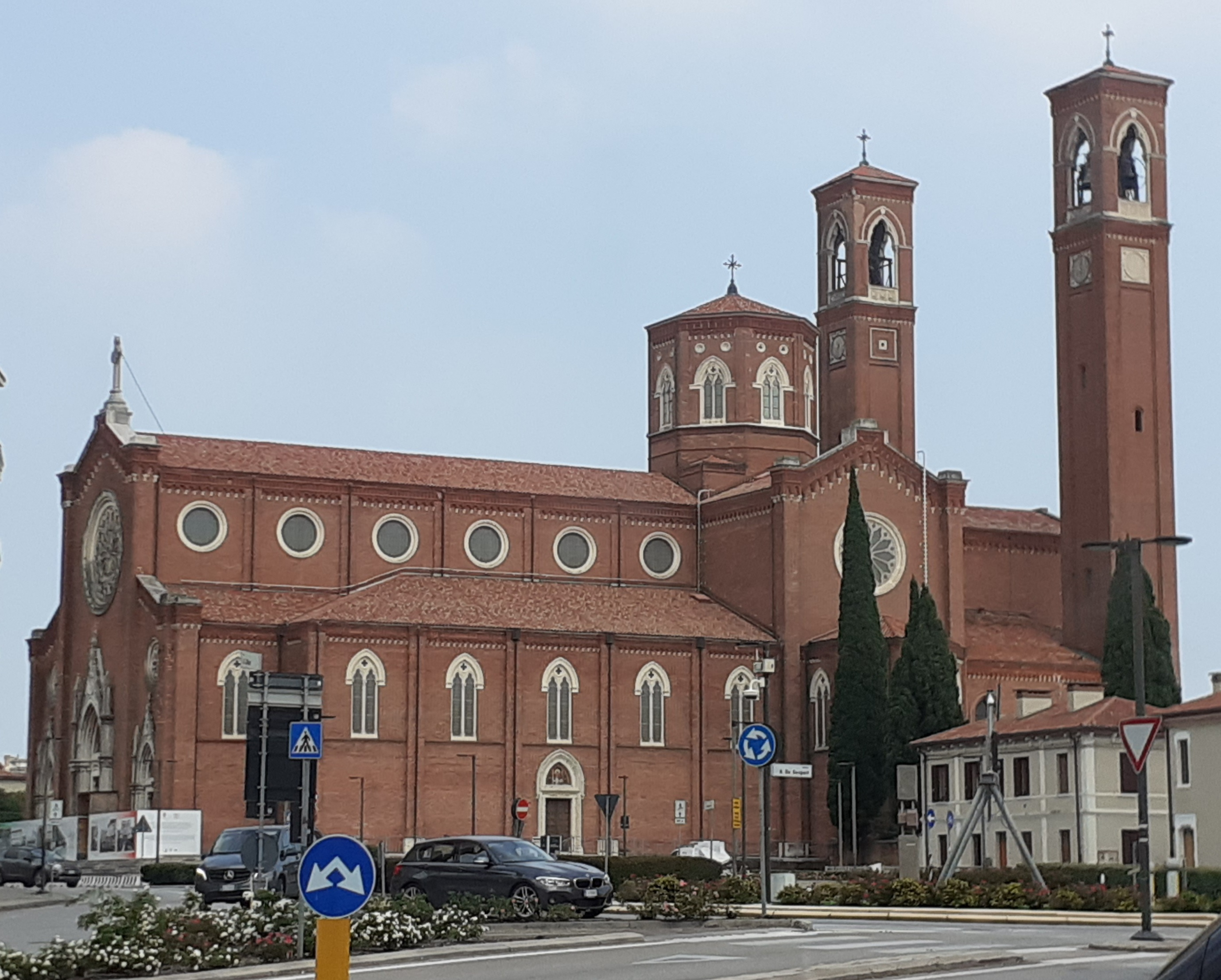
Il Tempio Ossario

- Il Tempio OssarioTempio ossario. Costruito inizialmente (1908) per ospitare la nuova sede arcipretale di Bassano e sospeso poi per mancanza di fondi, alla fine della Grande Guerra, ceduto allo Stato italiano (1930), divenne ossario per seppellire in maniera decorosa i resti dei caduti in battaglia. Ospita 5 405 caduti tra cui 236 decorati. Di stile neogotico, a croce latina è costruito interamente in mattoni rossi. L'intera costruzione lunga 75 metri è snellita da due agili campanili di 60 metri d'altezza ciascuno. Copia simile, dello stesso architetto Rinaldo di Venezia, si trova a Montebelluna (TV).

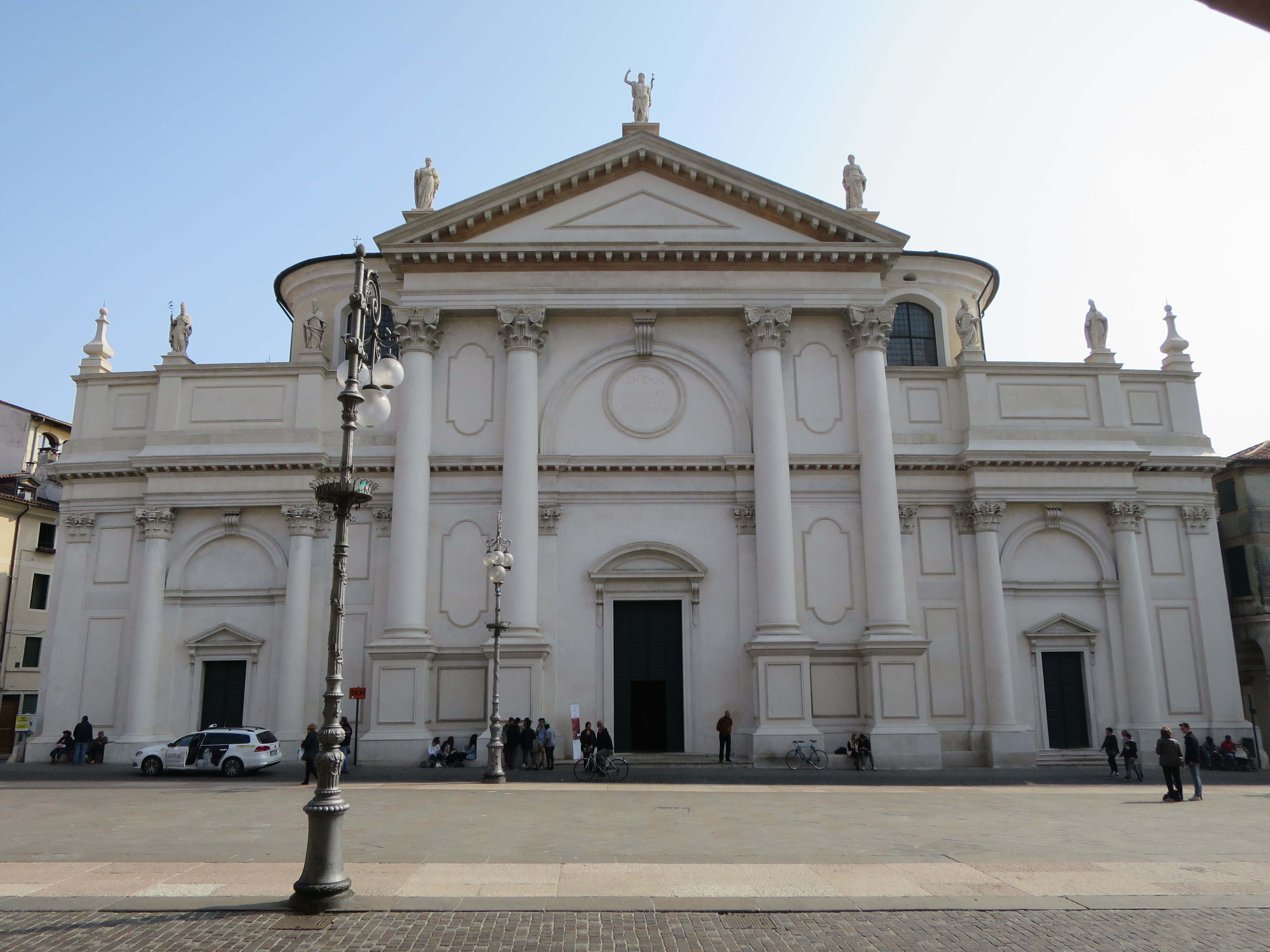
La chiesa di San Giovanni Battista

- La chiesa di San Giovanni BattistaChiesa di San Giovanni Battista. Sorge sul lato sud di Piazza Libertà, dal terrapieno che chiuse il fossato intorno al secondo giro di mura. Commissionata dalla famiglia Blasi, la chiesa risale al 1308 e venne ricostruita nella seconda metà del XVII secolo dall'architetto bassanese Giovanni Miazzi che la progettò dopo l'incontro con Francesco Maria Preti. Secondo tradizione, nacque con l'altare maggiore orientato a est e con l'entrata principale a ovest ma, con il rifacimento settecentesco la facciata principale, inaugurata nel 1813, fu costruita verso la piazza, così che la chiesa ha un orientamento nord-sud e una pianta singolare: è infatti sviluppata in larghezza anziché in lunghezza come prevedono schemi e norme canoniche. Il bassanese monsignor Zaccaria Bricito la consacrò il 30 giugno 1847. Al suo interno troviamo l'interessante cappella barocca del Sacramento, riccamente decorata con statue, putti e bassorilievi di Orazio Marinali e pregevoli stucchi dei milanesi Abbondio Stazio e Carpoforo Mazzetti. La pala d'altare raffigurante San Giovanni Battista è un capolavoro degli anni giovanili del Piazzetta.
- Chiesa di San Donato. Edificata sulla destra Brenta nelle immediate vicinanze del Ponte Vecchio risale al 1208. Fu costruita per desiderio di Ezzelino II il Monaco su concessione del Vescovo di Vicenza Uberto II al fine di contrastare il diffondersi dell'eresia catara. La chiesa più tardi venne ampliata e adibita a luogo conventuale francescano. Nell'aprile 1221 e il 4 ottobre 1226 vi sostarono San Francesco d'Assisi e Sant'Antonio da Padova. Nel 1325 i francescani si trasferirono nella Chiesa di Santa Maria, poi di San Francesco, nell'attuale Piazza Garibaldi. Due anni più tardi il convento ospitò le monache benedettine che lo trasformarono in ospedale. Nel Quattrocento tornò ai francescani e dalla metà del Cinquecento iniziò una lenta decadenza. All'interno si trova la Madonna con Bambino in trono con San Donato e San Michele Arcangelo di Francesco Da Ponte Il Vecchio, padre di Jacopo. Nel 1900 lunghi lavori di ristrutturazione mirarono a esaltare le figure di San Francesco e di Sant'Antonio, ricreando la cella che, secondo la tradizione, ospitò i due santi.

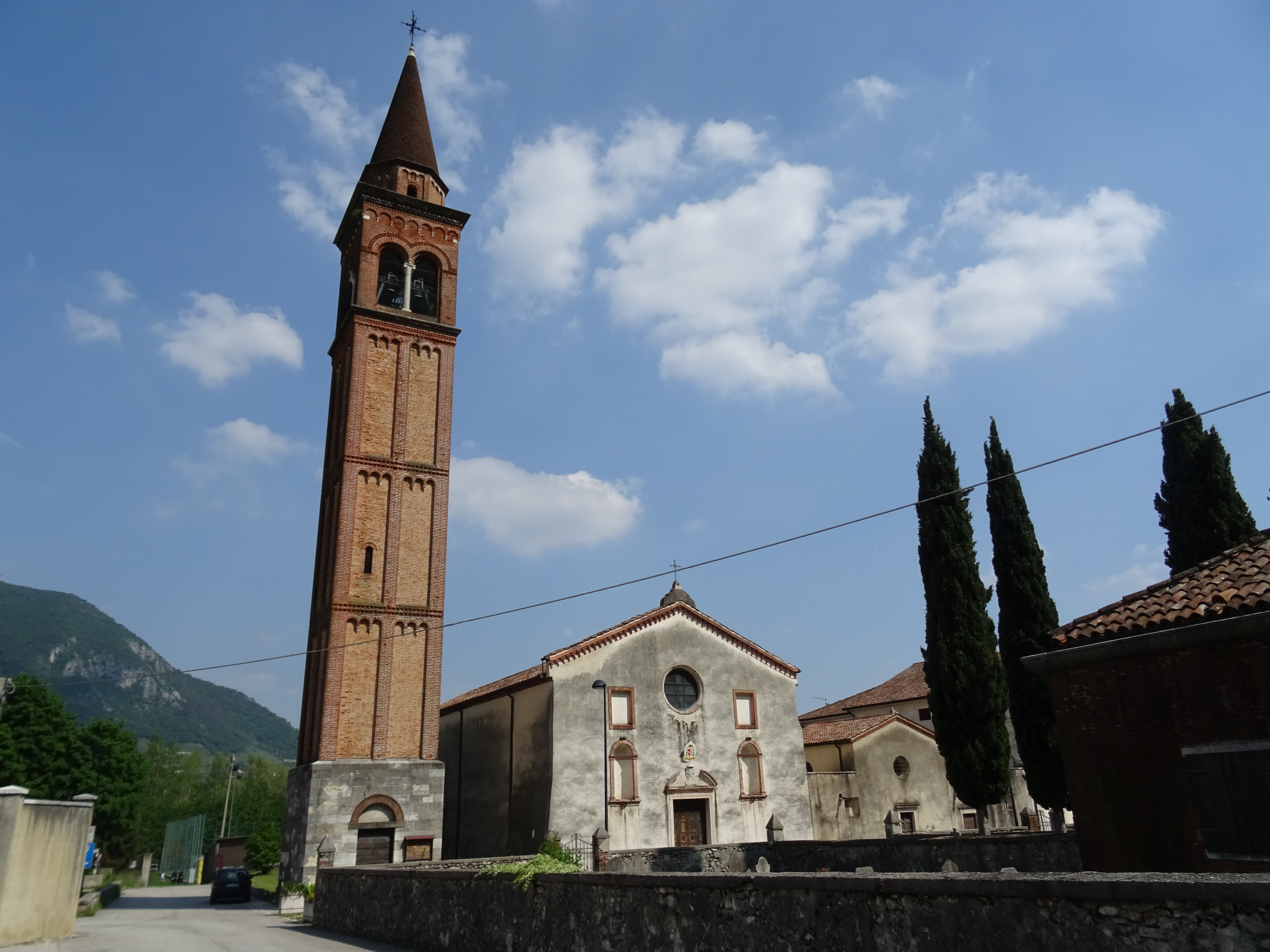
La chiesa della Santa Croce a Campese

- La chiesa della Santa Croce a CampeseChiesa della Santa Croce a Campese. Nel 1124, di ritorno dalla Terra Santa, l'abate Ponzio di Melgueil, caduto in disgrazia al Papato, non rientrò nella sua abbazia di Cluny, ma cercò rifugio presso le potenti famiglie della Marca Trevigiana, fedeli all'Impero. Queste gli fecero dono delle terre di Campese, dove con la protezione del vescovo di Padova egli diede vita al progetto di costruzione di una grandiosa abbazia dedicata alla Santa Croce, il simbolo dei Crociati. Suoi principali sostenitori furono gli Ezzelini, lo sterminio dei quali provocò però l'arresto dello sviluppo del nuovo monastero, che passò sotto la giurisdizione della Congregazione benedettina di San Benedetto Po ed ebbe la dignità di priorato. L'aspetto odierno, benché molto modificato rispetto all'origine, conserva evidenti alcuni elementi delle originarie strutture. Il luogo ha rivestito straordinario interesse dopo il 1544, per il fatto che qui visse l'ultimo periodo della sua vita Teofilo Folengo, geniale e fecondo poeta macaronico, noto e celebrato con lo pseudonimo di "Merlin Cocai". Il suo celebre sepolcro, posto in chiesa a destra dell'altar maggiore, è stato meta di viaggiatori illustri, che nei secoli hanno scritto epitaffi in suo onore, raccolti in piccola parte nel sacello stesso. All'interno dell'ex monastero è attivo un Centro di Documentazione Folenghiana per chi desidera avere informazioni sulle attività riguardanti il poeta tra cui si contano molteplici iniziative culturali ed enogastronomiche proposte dagli "Amici di Merlin Cocai".
- Chiesa di San Giorgio alle Acque. Documentata dal 1202, fu soggetta alla famiglia degli Ezzelini nell'XI secolo quando furono eseguiti all'interno gli interessanti affreschi tuttora esistenti.

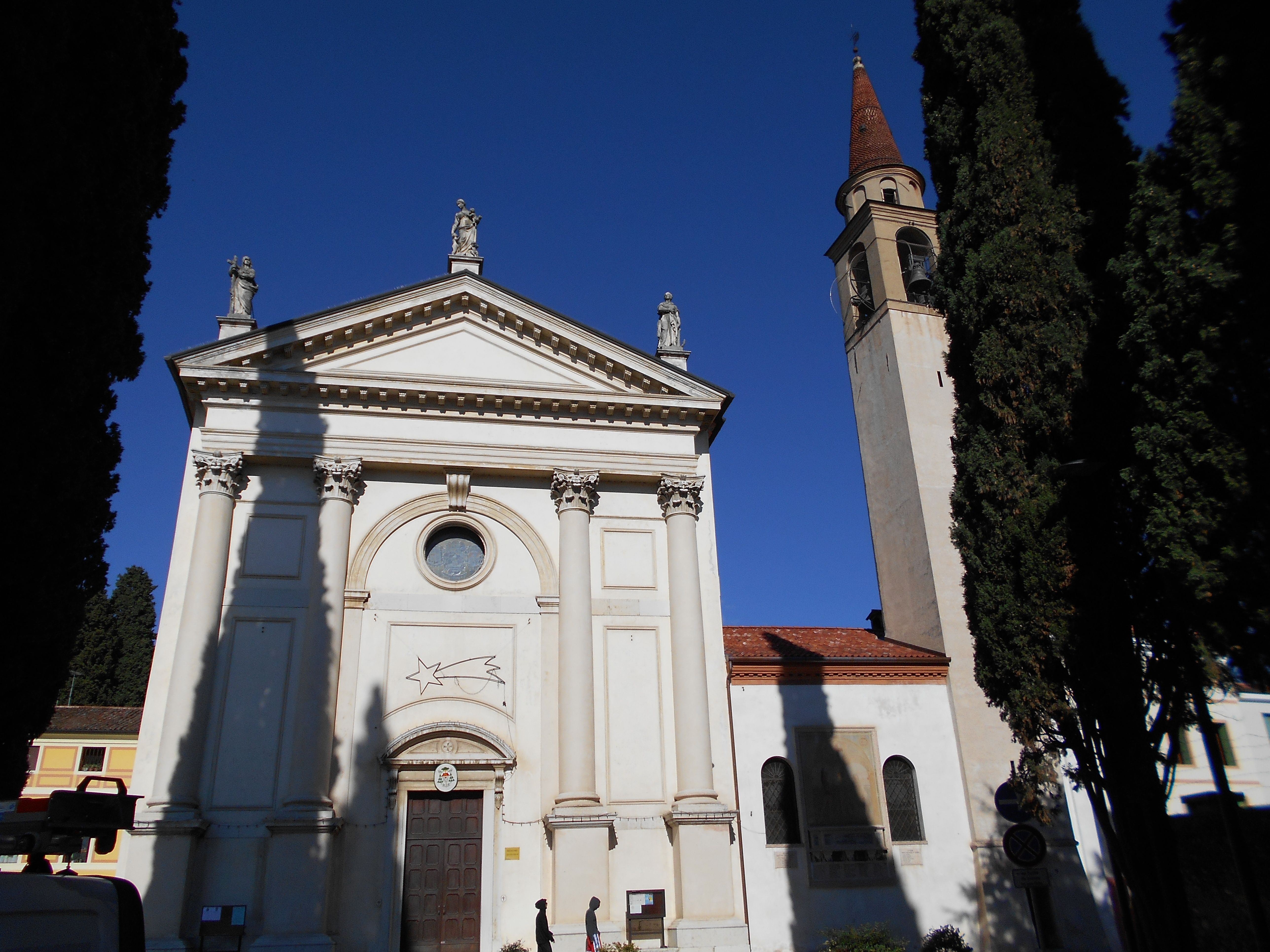
La chiesa della Santissima Trinità ad Angarano

- La chiesa della Santissima Trinità ad AngaranoChiesa della Trinità ad Angarano. Portata a termine verso il 1810 secondo il progetto di Giovanni Miazzi (1698-1797). Prese il posto del vecchio edificio, di origine quattrocentesca, ormai del tutto inadeguato alle necessità religiose e sacramentali della comunità presente. Quattro imponenti semicolonne, sorrette da alti basamenti, sostengono la trabeazione dalla quale diparte un classico timpano triangolare decorato da una cornice dentellata. Lateralmente all'interno di ciascuna delle due semicolonne in risalto zone rettangolari e quadrate, al centro, sopra il portale d'ingresso un timpano semicircolare si accorda superiormente a un arco di trionfo, sotto il quale si apre un rosone a vetrata realizzata dopo la seconda guerra mondiale per la distruzione della precedente: vi sono raffigurate il simbolo della SS. Trinità, stemmi di Pio XII e del vescovo di Vicenza Zinato e degli Angarano.
- Chiesa dei Santi Vito, Modesto e Crescenzia a San Vito, costruita nel XVIII secolo al posto della precedente cappella medievale sorta per opera di alcuni frati benedettini provenienti da Vicenza.

### Architetture militari

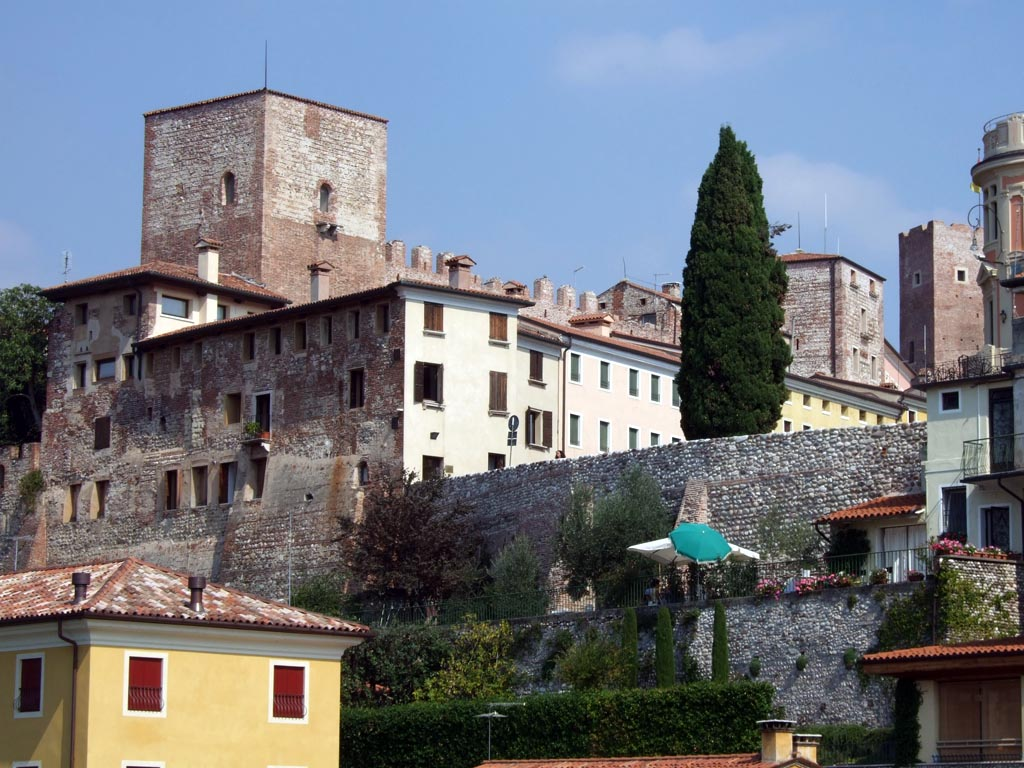
Il Castello degli Ezzelini

- Castello degli Ezzelini (o castello superiore). Nonostante la denominazione popolare, il castello non appartenne mai agli Ezzelini né ad alcun altro signore poiché era «sorto per volontà degli abitanti» come azione di difesa collettiva[21]. Le strutture più antiche del castello ancora visibili (risalenti al XII-XIII secolo) comprendono le parti inferiori di torri e murature (identificabili per la tessitura muraria in ciottoli del fiume Brenta, pietre calcaree e laterizi). La piazza antistante era luogo di mercato e di adunanze. Nel corso del XIII secolo venne costruito un nuovo muro di cinta fino alla torre pentagonale Nord. Venne edificata anche la torre dell'Ortazzo e furono restaurate la torre di Ser Ivano e il campanile della chiesa. Nel XIII secolo fu costruita una nuova cinta che andava a proteggere i borghi cresciuti esternamente e alla fine del XIV secolo risale l'ultimo ampliamento in parte ancora visibile in viale delle Fosse. Nel XV secolo la fortificazione era ancora attiva prima di passare al dominio veneziano, in seguito (secondo una sorte comune ad altre strutture militari del circondario) fu dismessa e trasformata. Dagli anni novanta del Novecento il castello è oggetto di restauri. Il Corpo di Guardia si trova all'ingresso del percorso delle mura del Castello di Bassano del Grappa. Si tratta di uno spazio chiuso dalla Cinta storica e ha una forma di quadrilatero irregolare con lati di circa due metri e con muri di altezza variabile (da 13,50 metri a 7,50 circa) realizzati in ciottoli e laterizi a file alternate secondo la tecnica in uso all'epoca. Sull'angolo sud ovest si erge la torre di ser Ivano alta 27 metri. I due lati est e ovest delle mura sono liberi, mentre su quelli nord e sud sono addossati corpi di fabbrica con altezza prossima a quella delle Mure storiche.
- Porta delle Grazie, o Porta Aureola. Era l'antico accesso nordorientale alla città di Bassano del Grappa. Senz'ombra di dubbio è la Porta di Bassano meglio conservata, si possono ancora riconoscere, infatti, le linee classicheggianti dell'architettura. Porta delle Grazie fa parte della cinta muraria edificata nel XVI secolo, tutt'oggi sono ancora evidenti le colonne incassate che sostengono l'architrave, il fregio e il timpano. L'opera fu commissionata da Podestà Veneto nel 1561, la realizzazione del progetto fu assegnata a un architetto del luogo contemporaneo del più noto Andrea Palladio. La vicina Chiesa Santa Maria delle Grazie custodisce alcuni piccoli tesori artistici di Jacopo da Bassano e Battista di Vicenza tra cui spicca una Crocefissione in cui viene raffigurato anche l'antico Ponte Vecchio: prima testimonianza figurativa del simbolo di Bassano. Davvero suggestivo il panorama che si apre nella zona adiacente alla Porta delle Grazie: l'Altopiano di Asiago a sinistra e il Massiccio del Grappa a destra fanno da sfondo e incorniciano questo luogo, che non a caso, prende il nome di Belvedere.
- Porta Dieda. Collocata presso quello che fu il Castello Inferiore detto dei Berri, edificato nel 1315 dai padovani per proteggere i nuovi borghi sorti fuori le mura. Nel 1389 l'intero complesso fu inglobato nella cinta muraria fatta erigere da Gian Galeazzo Visconti, ma il Castello cadde in rovina e fu presto sostituito da abitazioni civili. Rimane la Porta, aperta nel 1541 dal podestà Domenico Diedo, al fine di poter direttamente comunicare con le nuove realtà abitative andate nel tempo sempre più infoltendosi. La facciata a sud era ornata da affreschi restaurati di recente: nella parte superiore un poderoso leone alato con il libro, manifesto di fedeltà politica alla dominante Venezia, e in quella inferiore Marco Curzio Rufo su un cavallo impennato in atto di gettarsi armato nella voragine, paradigmatico esempio di coraggio. Quest'ultimo fu realizzato da Jacopo Da Ponte e ne rimangono solo poche tracce.

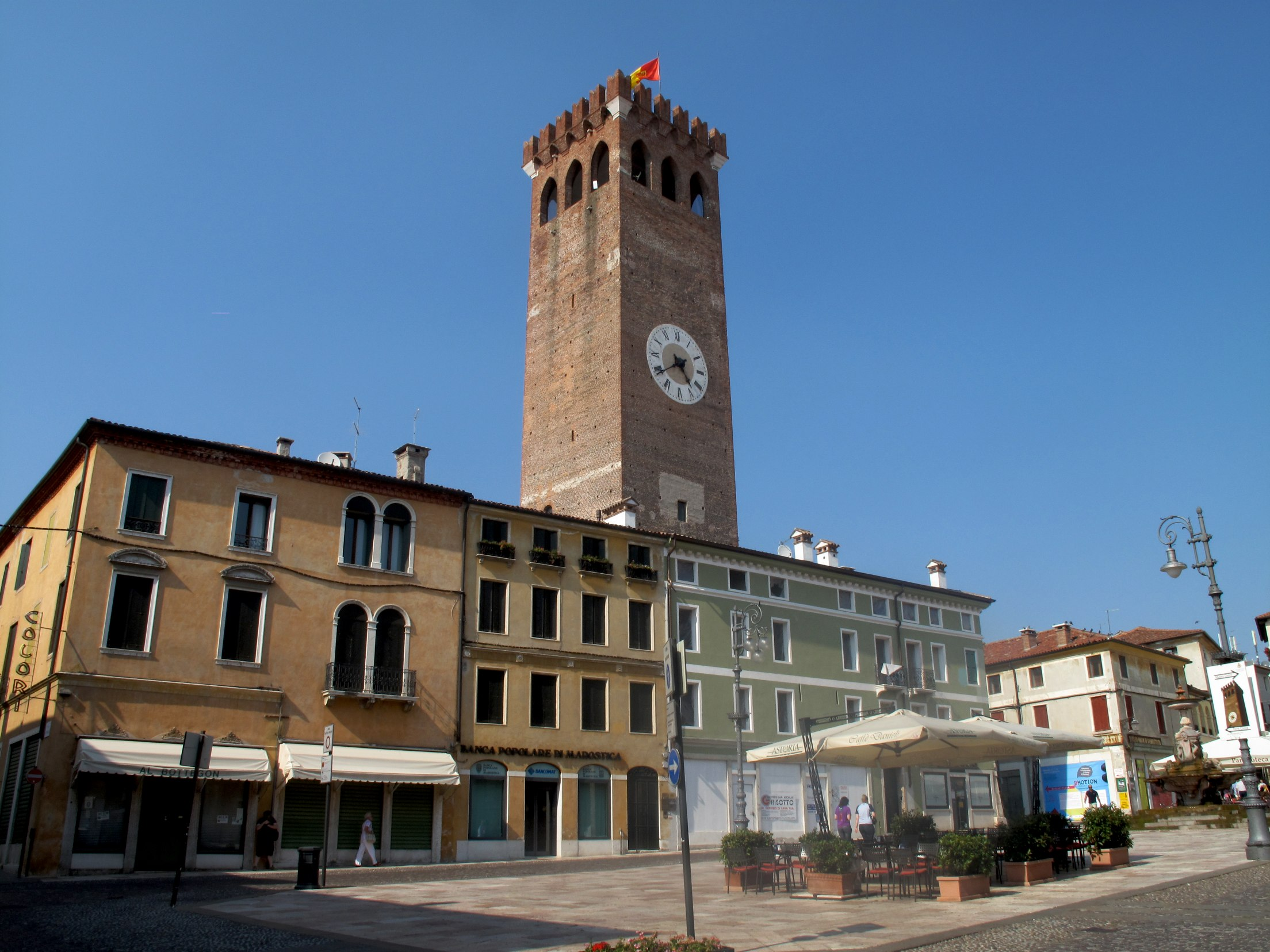
La Torre Civica

- La Torre CivicaTorre civica. Costruita probabilmente fra gli anni venti e quaranta del XIII secolo (dalla famiglia Da Romano) ma la data più probabile è quella del 1312 quando, in occasione dell'allungamento delle mura della seconda cinta, veniva a costituire un importante episodio difensivo e di protezione per il borgo nuovo cresciuto esternamente alle mura. Essa infatti si distingueva per le misure importanti in altezza, larghezza e spessore del corpo murario, la poderosa base troncopiramidale, la mancanza di decorazioni. Nella documentazione compare nel 1349 quando venne collocata una campana di 500 chilogrammi. Da questo momento in poi essa risultava intestata al Comune che provvedeva alla manutenzione e al pagamento dei custodi. I custodi svolgevano varie mansioni ma il compito principale era di vedetta dall'alto e di annunciare tumulti, calamità o minacce d'assalto. La denominazione con cui la conosciamo, ossia “torre civica”, le venne attribuita da quando nel 1494 vi fu aperta alla base una porta in pietra con dipinto sopra lo stemma della città. Nel 1625 la porta venne sopraforata per dar luce all'abitazione del custode e collegata a terra con una scala in legno i cui gradini nel 1727 vennero in parte sostituiti da altri in pietra. Non si conosce invece l'anno in cui l'emblema di Venezia a titolo onorifico venne dipinto in affresco. Nel corso del XVIII secolo fu dotata di orologio e nel XIX secolo del rialzo apicale sulla sommità. Certamente la torre si distingue in modo particolare rispetto a tutti gli altri edifici storici cittadini per la sua centralità nell'impianto urbano e per il fatto di dominarlo con la sua altezza (43 metri). Dopo un recente e importante restauro è stata riaperta al pubblico.

### Altro

#### Piazze

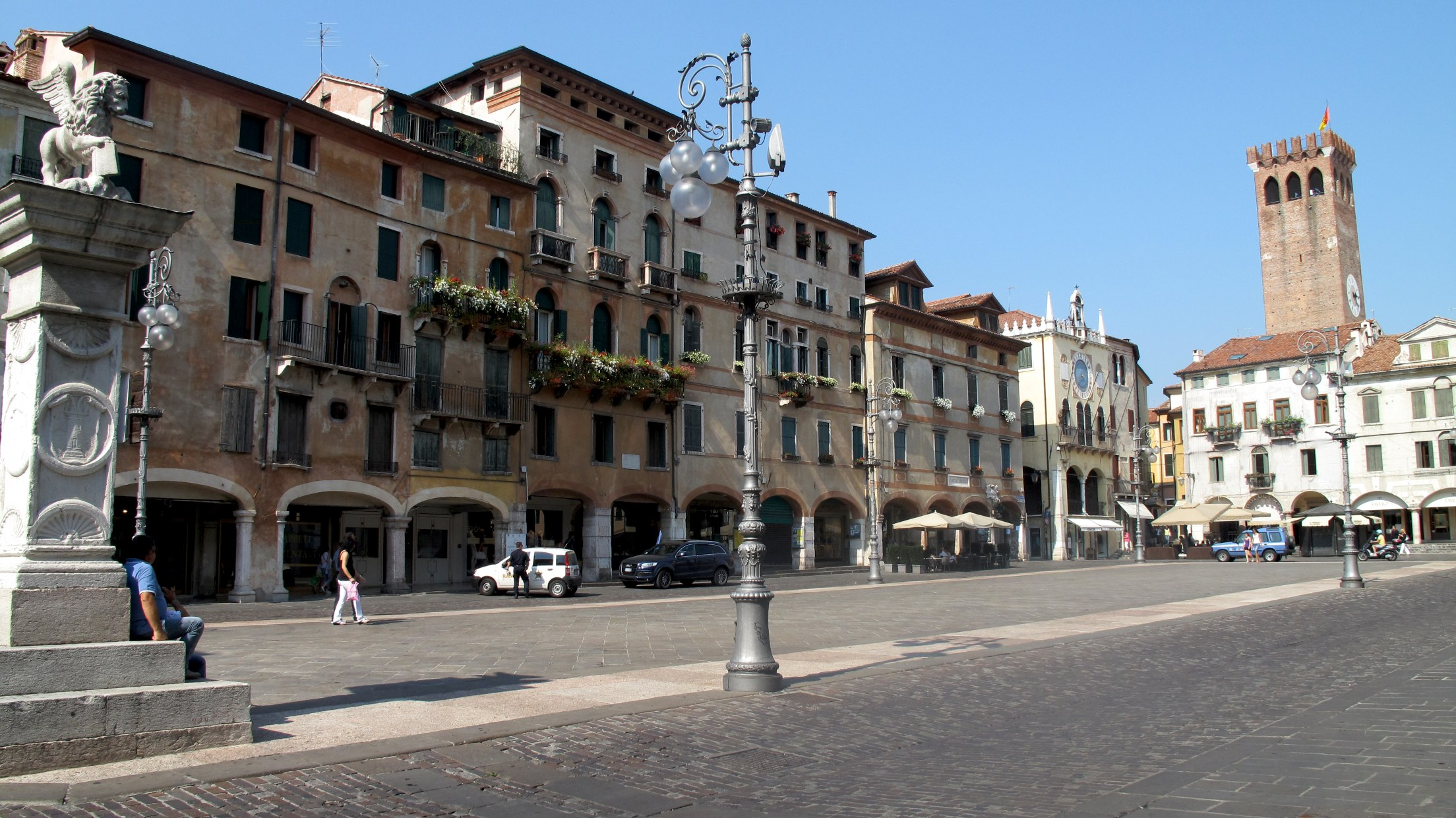
Piazza Libertà

File:Chiesa della Trinità, Bassano del Grappa, architetto Giovanni Miazzi.JPG
- Piazza Libertà. Un tempo "piazza dei Signori", è la vetrina del passeggio domenicale. Ottenuta con il riempimento del fossato che cingeva la seconda cerchia di mura di Bassano, fu chiamata dapprima piazza San Giovanni, dal nome della chiesa che vi era sorta nel 1308. Dal 1867 fu dedicata a Vittorio Emanuele II re d'Italia e durante il secondo conflitto mondiale fu chiamata piazza del Popolo, quindi piazza Libertà. Al limite ovest della piazza si alzano, su due colonne, una statua con il Leone di San Marco, simbolo della dominazione veneziana, e una statua di san Bassiano, patrono della città, opera dello scultore bassanese Orazio Marinali (1643-1720). Il santo, vescovo di Lodi tra il IV e il V secolo, non approdò mai in riva al Brenta: i bassanesi tuttavia lo scelsero come protettore nel 1509 per la somiglianza del suo nome a quello della loro città e per le sue facoltà taumaturgiche contro le ricorrenti pestilenze. La piazza è il punto nodale della città dove convergono le principali vie del centro, si affacciano a nord prestigiosi palazzi, fra cui le case dell'antica Stamperia Remondini (che ha portato il nome di Bassano in tutto il mondo) e la Loggia del Comune, e a sud l'imponente facciata neoclassica della chiesa di San Giovanni Battista.

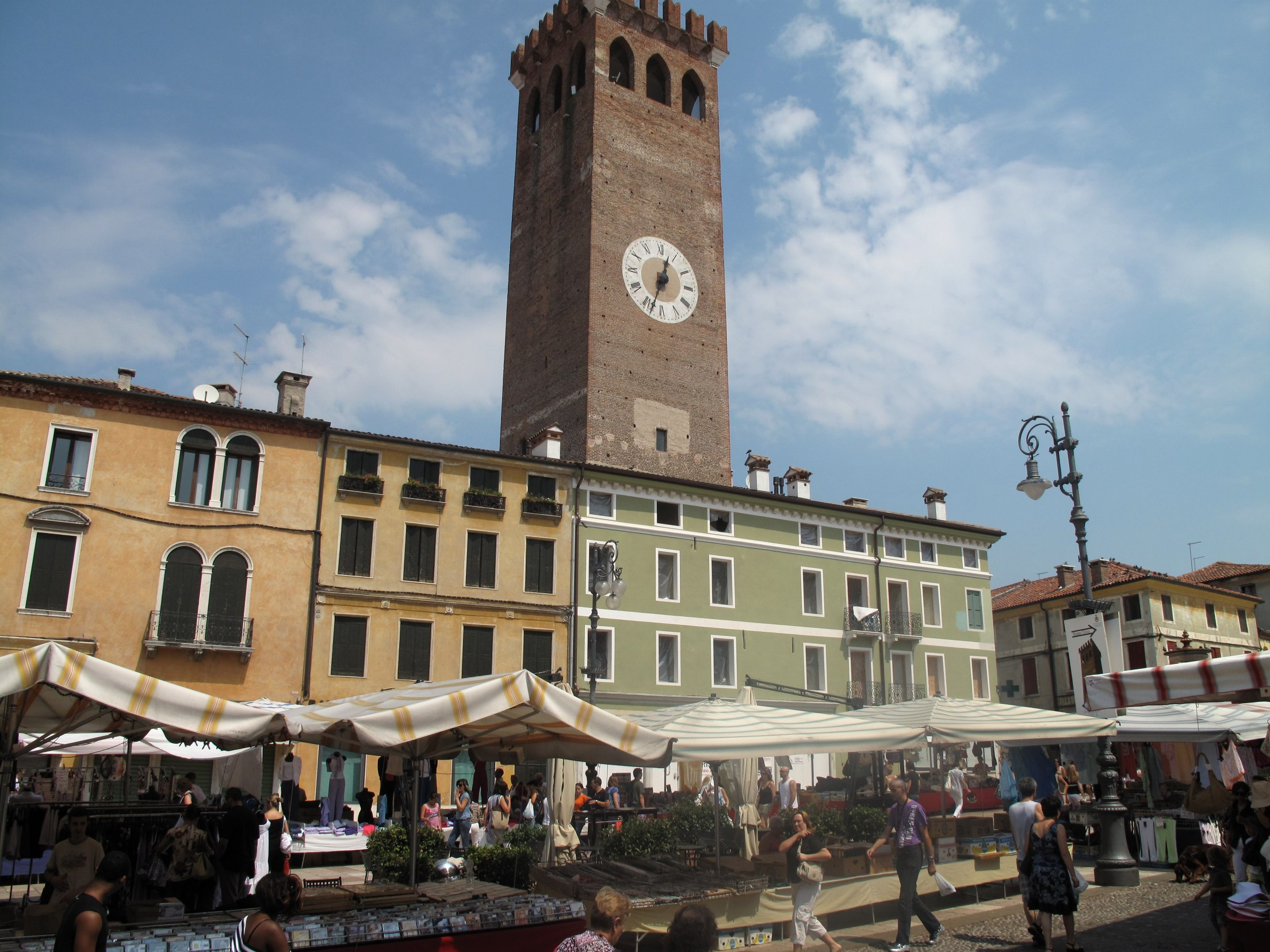
Piazza Garibaldi

- Piazza GaribaldiPiazza Garibaldi. La consuetudine bassanese chiama questa piazza "piazza della Fontana" o "piazza delle Erbe", perché per secoli vi si è tenuto il mercato degli ortaggi. La piazza, sistemata definitivamente da Antonio Gaidon nel 1776, è sovrastata, a nord, dalla torre civica mentre a sud si trovano la chiesa di San Francesco e il Museo Civico. Nel 1898 l'arrivo di una conduttura idrica che, attingendo alle sorgenti dei Fontanazzi, portava in pieno centro pura acqua di sorgente, rappresentò un fatto di rilevanza addirittura nazionale. L'opera fu celebrata con la costruzione quasi nel centro della piazza dalla fontana Bonaguro. L'opera fu realizzata dallo scultore Carlo Spazzi e intitolata all'allora sindaco Antonio Bonaguro, che la donò alla comunità in occasione dell'inaugurazione dell'acquedotto pubblico.
- Piazzotto Montevecchio. Si trovava entro la seconda cerchia di mura e alla metà del Duecento in questa zona sorgevano la Casa del Comune e le residenze ezzeliniane. Al centro della piazza c'era un pozzo, motivo per cui spesso viene ancora oggi chiamata "piazza del pozzo". Era conosciuta anche con i nomi di "Piazza del Sale" e poi "Piaz za degli Zoccoli", poiché fino alla metà del XX secolo questo era luogo di mercato dove si raccoglievano numerosi ambulanti a vendere le "sgalmare", caratteristici zoccoli in legno. La prima piazza di Bassano era un tempo molto più ampia. Su di essa si affacciava pure il fondaco dei Grani, poi ristrutturato e adibito (1494) a Monte di Pietà: il severo "Monte Vecchio", che dà il nome al luogo e che reca infisso il più antico stemma della città: due leoni rampanti ai lati di una torre. Il piazzotto era anche una straordinaria galleria d'arte all'aperto. Sul suo fronte orientale casa Michieli-Bonato era affrescata con scene bibliche, in parte ancora visibili, di Francesco e Bartolomeo Nasocchio, contemporanei dei Da Ponte. L'attigua Casa dal Corno-Bonato aveva decorazioni con putti, animali e motivi allegorici di Jacopo Da Ponte. Tale fregio è stato staccato per essere restaurato nel 1975 e in seguito è stato collocato al Museo Civico (1982).

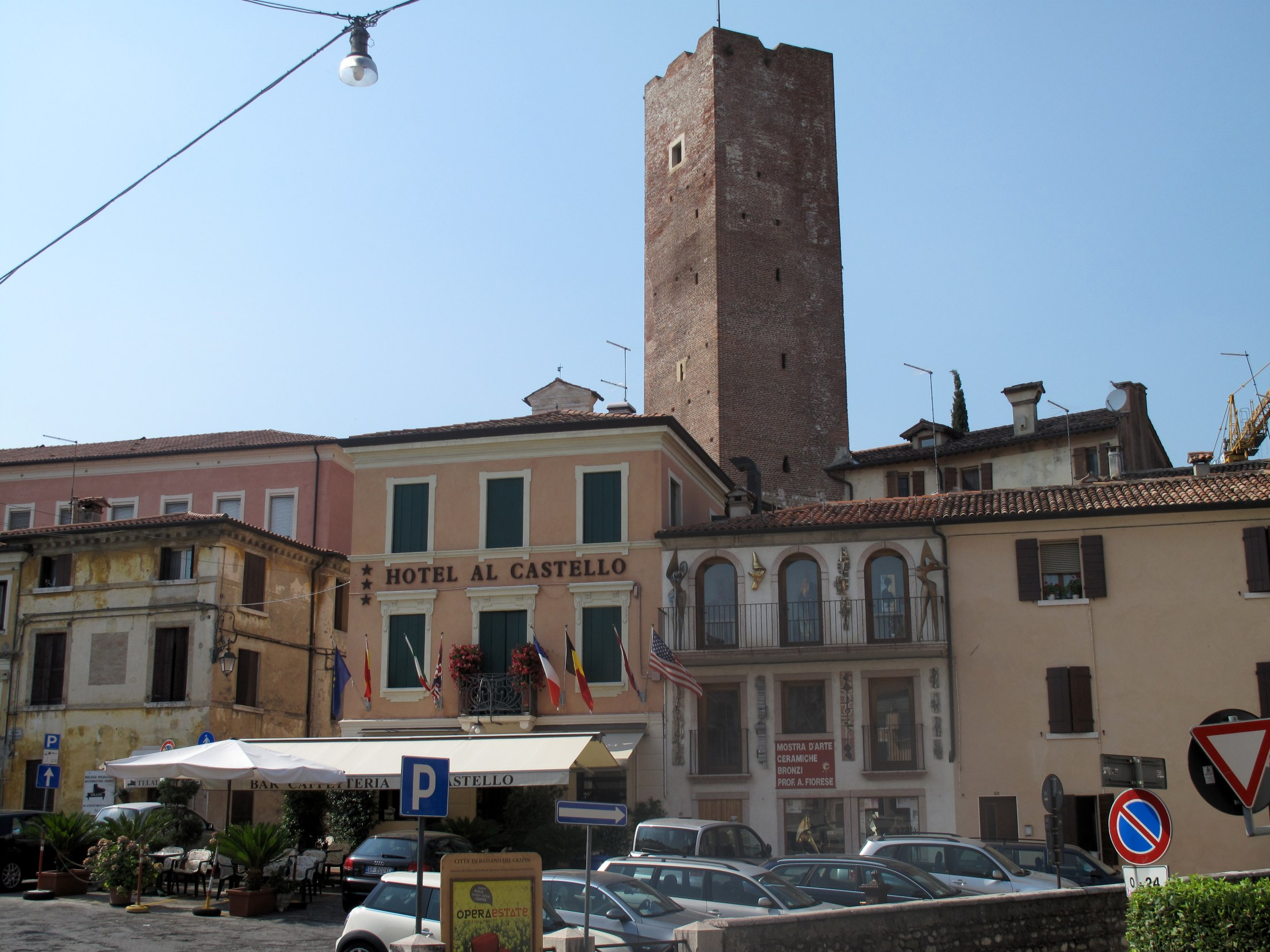
PIazza Terraglio

- PIazza TerraglioPiazza Terraglio. L'attuale spazio sorse nel tempo dall'interramento del fossato e dalla demolizione a sud del muro esterno dello stesso Castello che nella cerchia ezzeliniana veniva protetto da una doppia cinta muraria. Interessante la concessione comunale che nel 1400 consentiva in questa zona a costruire le cosiddette “chioare” o “chiodare”, una specie di recinto aperto con tettoia per asciugare e tirare i panni, prodotti dalle attività laniere addossate al fiume.
- Piazzale Cadorna. Era conosciuto come quartiere o borgo Caravaggio che comprendeva dei piccoli orti, delle stalle, delle casupole, dei magazzini e una chiesetta dedicata alla Madonna del Caravaggio, costruita nel 1706 per volere di Caterina Brocchi, poi sede della Congregazione di San Luigi Gonzaga e allora chiamata Chiesetta di San Luigi.
- Piazzale Trento
- Piazzale Generale Giardino
- Piazzetta Angarano
- Piazzetta Zaine
- Piazzetta Alfeo Guadagnin

#### Vie centrali
- Via Roma
- Via Jacopo Da Ponte
- Via Giacomo Matteotti
- Via Giambattista Verci
- Via Jacopo Vittorelli
- Via Orazio Marinali

#### Cimiteri
A Bassano del Grappa sono presenti i seguenti cimiteri, i cui due principali (Angarano e Santa Croce) trovano sede a sud e a ovest del centro storico:
- Cimitero di Santa Croce, ultimato e aperto nel 1822 in esecuzione al decreto napoleonico di Saint-Cloud del 1804 e successivamente ampliato dal comune nel 1923, dal 1896 si raggiunge da un imponente viale monumentale, ove vennero messi a dimora oltre 180 cipressi tutt'oggi esistenti.[22]
- Cimitero di Angarano, sorge nell'omonimo quartiere a ridosso della località "Col Boschetto".
- Cimitero di Campese, sorge nell'omonima frazione, nei pressi della Chiesa della Santa Croce un tempo al servizio dell'ex comune soppresso nel 1878.
- Cimitero di Valrovina, sorge nell'omonima frazione, un tempo al servizio dell'ex comune soppresso nel 1939.

#### Ponti
(La canzone popolare "Sul Ponte di Bassano.)

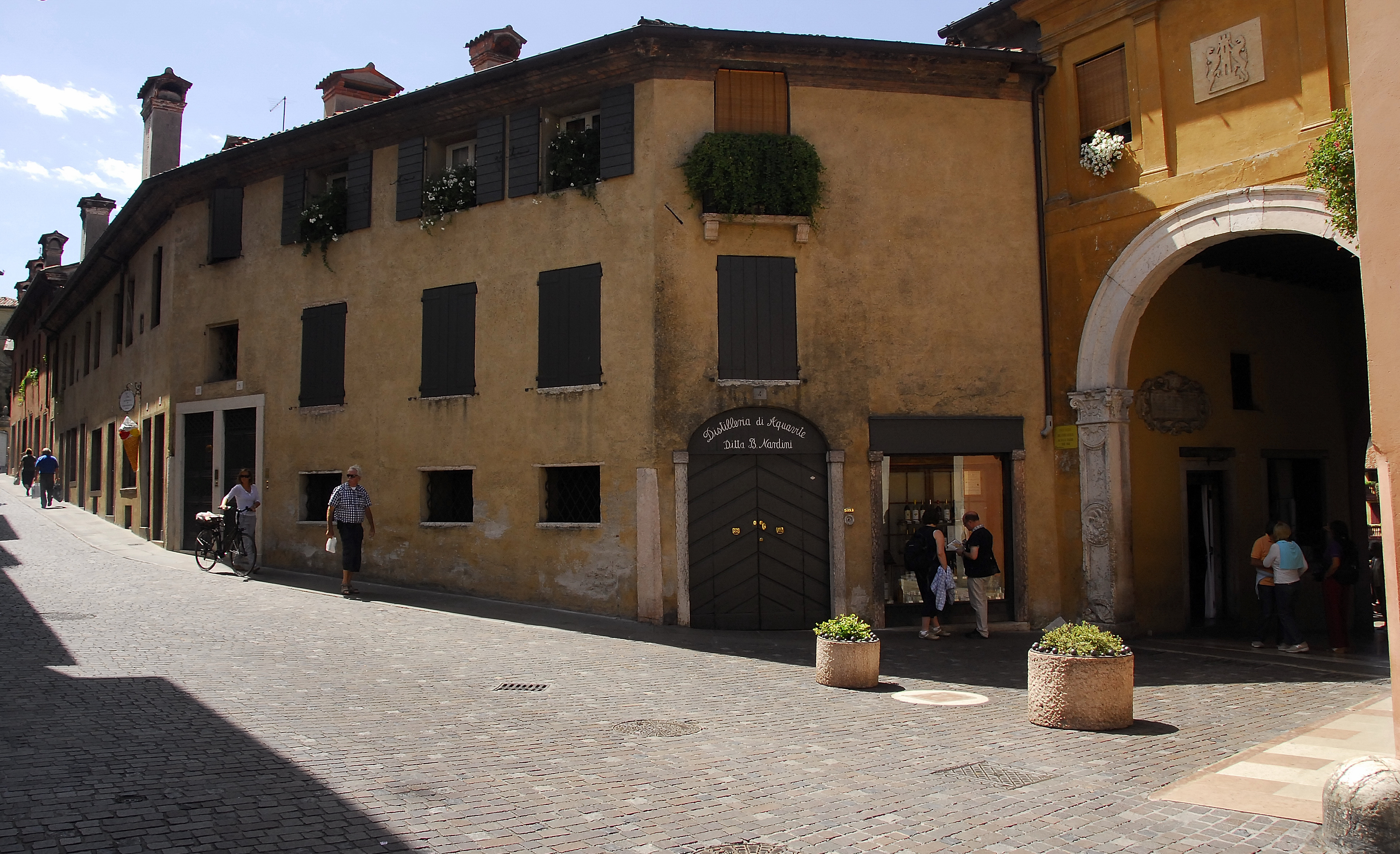
Distilleria Nardini

- Distilleria NardiniPonte Vecchio o Ponte degli Alpini o Ponte di Bassano. Qui si erge la grapperia della più antica distilleria d'Italia: la Bortolo Nardini, al ponte dal 1779.

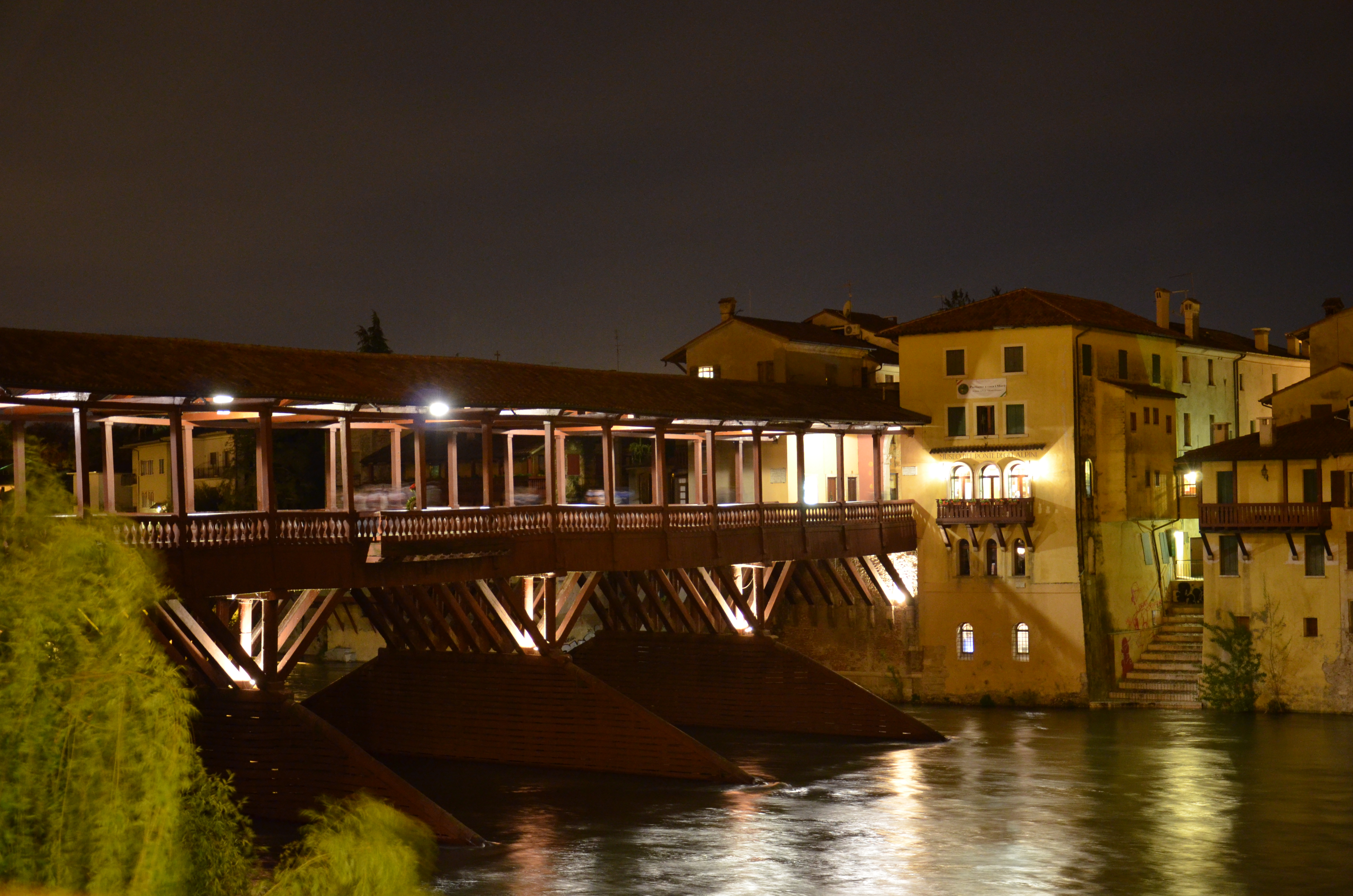
Vista notturna del Ponte Vecchio

Il ponte sul Brenta in Bassano del Grappa, detto Ponte Vecchio, è noto anche come "ponte degli Alpini" ed è il soggetto e il titolo di un canto popolare degli Alpini.
Questo ponte fin dall'antichità costituiva la via di comunicazione principale fra Bassano e Vicenza. Nel 1209 si ebbe la sua prima costruzione databile. Questa struttura fu definitivamente travolta dalle piene del fiume nell'ottobre del 1567.
Andrea Palladio nel 1569 progettò il nuovo ponte, proponendo inizialmente un progetto completamente diverso dal precedente, ovvero a tre arcate di pietra sul modello degli antichi ponti romani (ricopiando il contemporaneo progetto del Ponte sul Tesina). Il Consiglio cittadino bocciò il progetto, imponendo all'architetto di non discostarsi troppo dalla struttura tradizionale. Così nell'estate 1569 Palladio tornò a un progetto su struttura in legno, in modo tale che la sua elasticità fosse in grado di contrastare l'impetuosità del fiume Brenta, ma di grande impatto visivo. Il ponte totalmente ligneo, lungo 58 metri, poggia su quattro piloni di legno di forma triangolare, allineati al flusso d'acqua, ed è ricoperto da un tetto sostenuto da colonne tuscaniche. Ancora nel 1748 il ponte fu travolto da una piena; fu poi ricostruito tre anni dopo su indicazioni di Bartolomeo Ferracina.
Durante la seconda guerra mondiale il ponte fu fatto saltare dai partigiani il 17 febbraio 1945 per proteggere la città. Fu ricostruito nel 1947, secondo l'originale disegno di Palladio, in nove mesi. Successivamente al nome Ponte Vecchio si aggiunse la dicitura ponte degli Alpini in quanto furono tra i principali sostenitori della sua ricostruzione. Dal ponte si gode di un'ottima vista sulle montagne circostanti e sul canale di Brenta. Per ricordare la ricostruzione del Ponte, il 3 ottobre 1948 fu emesso un francobollo commemorativo del valore di 15 Lire che raffigura il profilo di un alpino con il Ponte Vecchio di Bassano sullo sfondo.
Il ponte infine fu gravemente danneggiato dalla eccezionale piena con alluvione del 4 novembre 1966, a seguito della quale venne effettuato un sistematico restauro strutturale. Seguirono gli interventi straordinari del 1990-1993.
Lavori di controllo della stabilità della struttura e soprattutto delle parti immerse e del conseguente restauro sono iniziati a fine 2015 e a inizio maggio 2018 i lavori sono stati sospesi. Nel 2019 i lavori sul ponte sono stati ripresi e il 12 febbraio il ponte è stato sollevato di circa 45 cm nella zona collassata. Le fondazioni lignee, completamente degradate, sono state completamente sostituite da travi reticolari e pilastri in acciaio inox fino al livello di magra. I lavori sono stati portati a termine il 14 maggio 2021.
Con la legge n. 65/19 del 5 luglio 2019 è stato dichiarato Monumento nazionale.

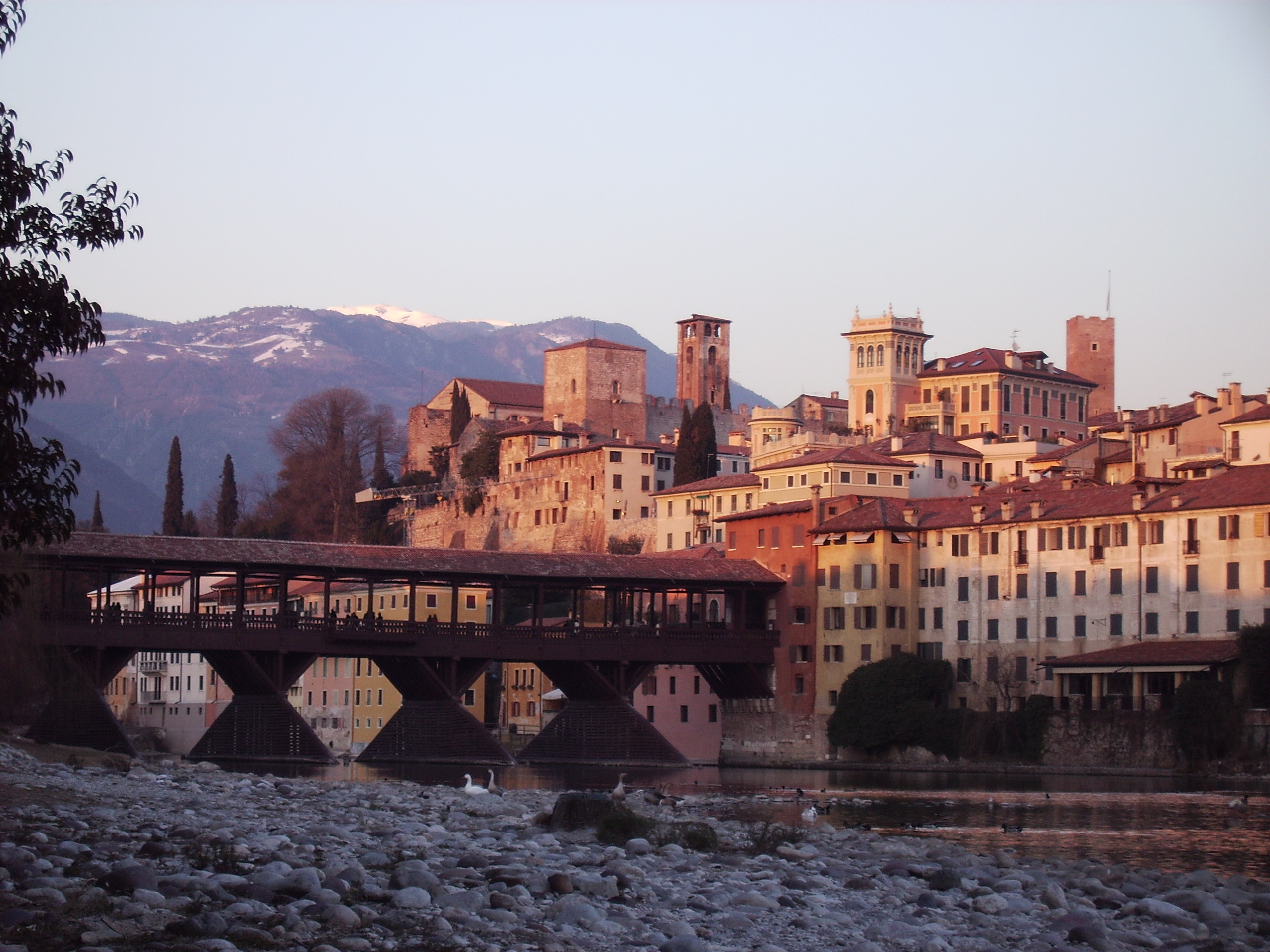
Il Ponte Vecchio
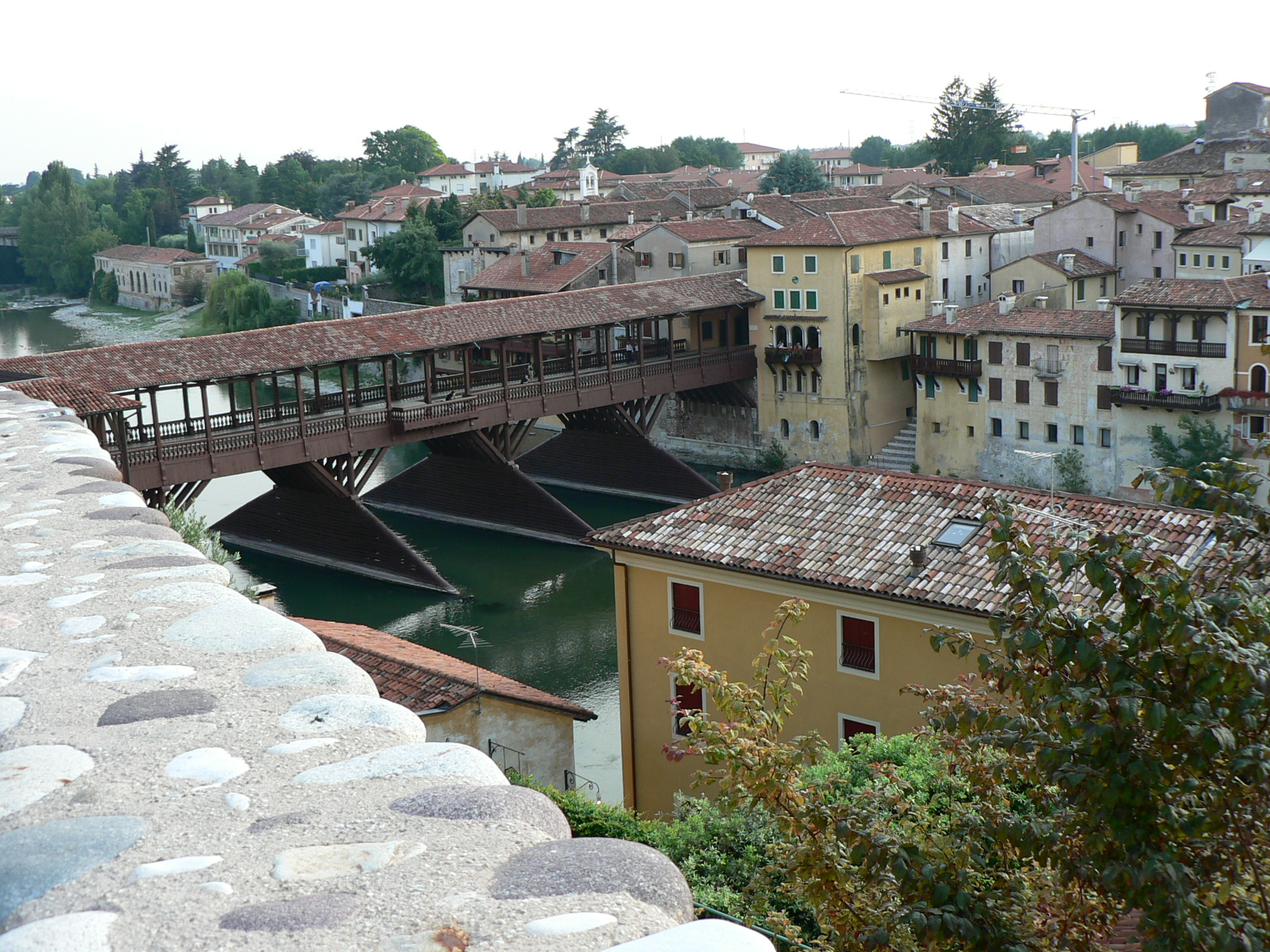
Panorama su Ponte Vecchio e borgo Angarano da piazza Terraglio
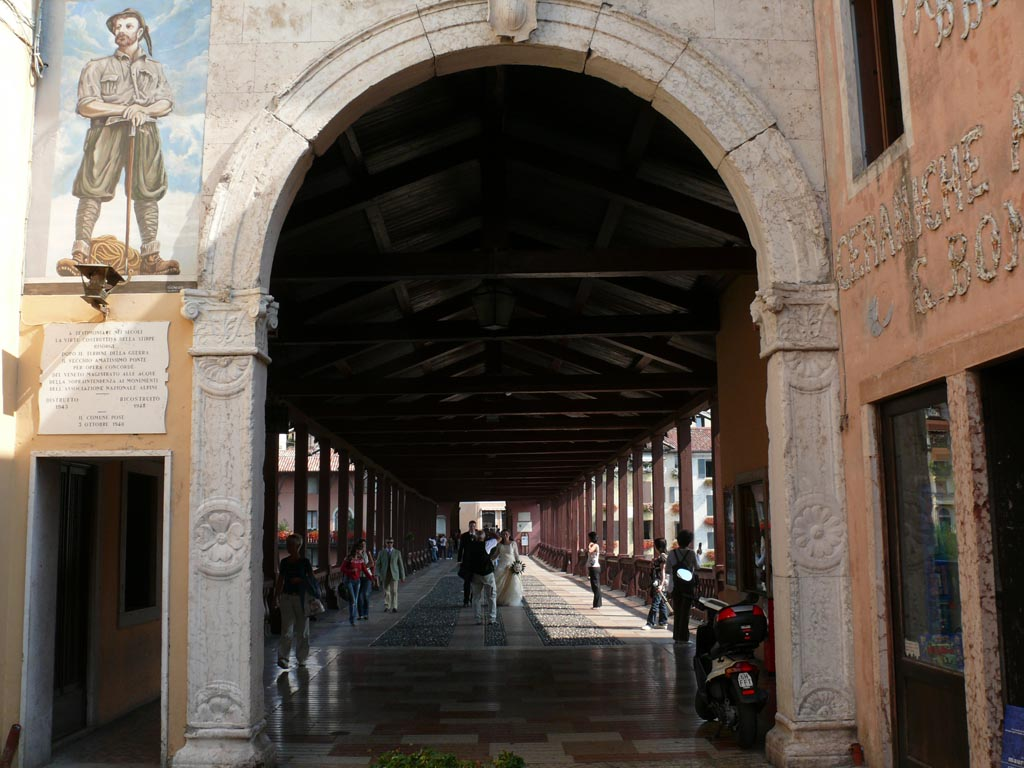
Prospettiva dell'interno del Ponte Vecchio da borgo Angarano
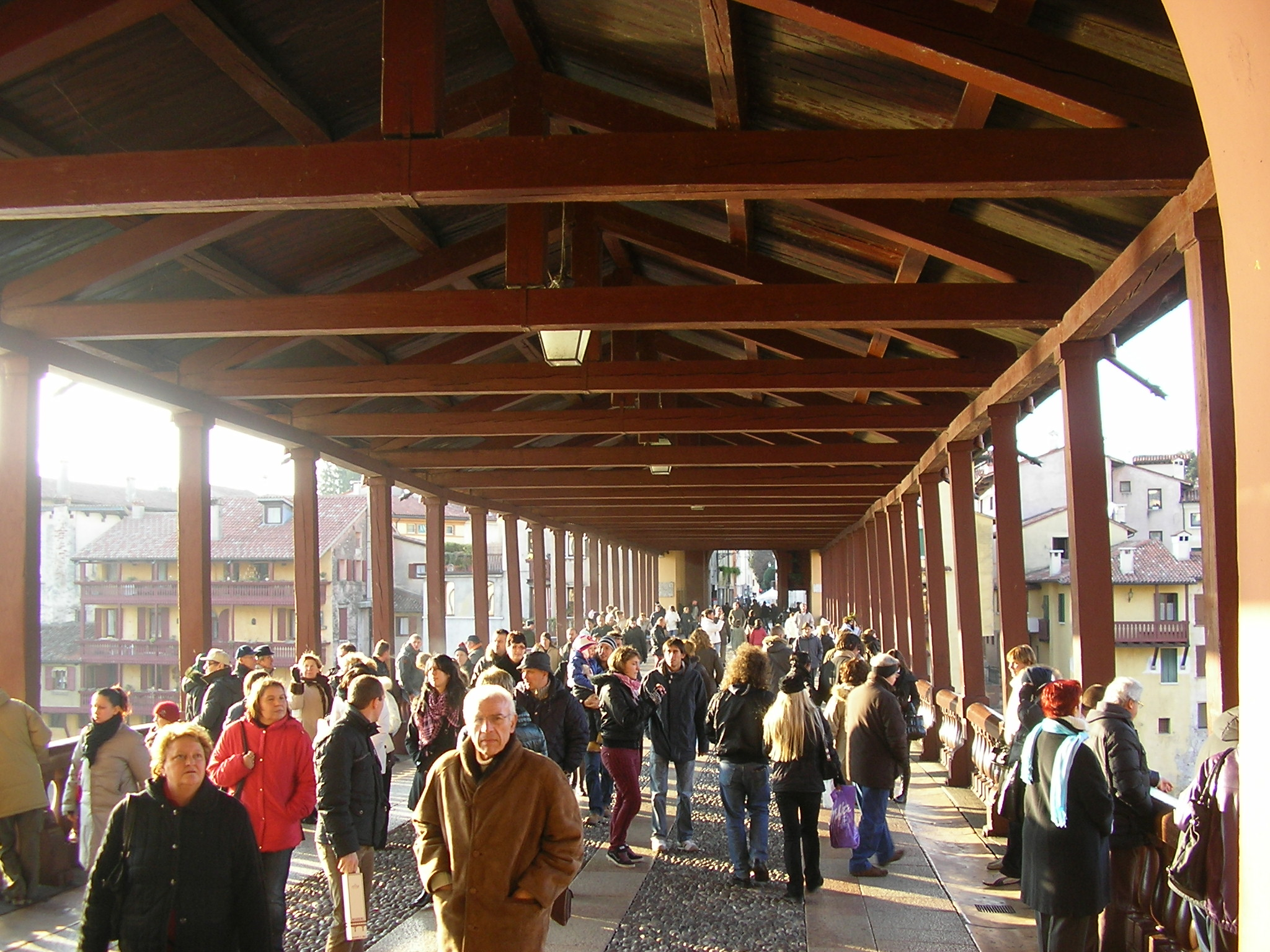
Una domenica invernale sul Ponte Vecchio

- Ponte della Vittoria conosciuto anche come "Ponte Nuovo", fu costruito durante la Grande guerra e collaudato il 30 aprile 1917. La sua costruzione fu necessaria come alternativa al Ponte Vecchio e rappresenta il segmento strategico di una nuova circonvallazione destinata ad aggirare sia il centro murato nel mezzo, sia il borgo di Angarano ad ovest. Nel 1945, durante la seconda guerra mondiale, fu distrutto da un bombardamento alleato, e nel 1947 fu ricostruito come è oggi.
- Ponte della Fratellanza conosciuto anche come "Terzo Ponte", fu costruito nella seconda metà del XX secolo e collega i quartieri Marchesane e San Fortunato.

### Aree naturali
Bassano del Grappa, vanta la presenza di aree verdi attrezzate e non per lo svago e l'attività all'aria aperta in ogni quartiere della città.
Di particolare interesse naturalistico trovano sede in città:
- il Giardino Parolini, creato oltre 200 anni fa dal botanico Alberto Parolini, nel 1829 ospitava più di 3000 specie di piante diverse frutto dei viaggi del naturalista nel mondo. La sua unicità deriva dall’ospitare in poco spazio con maestria il giardino, il prato e le aiuole fiorite, un universo di specie autoctone e tropicali. Al suo interno si trova tutt'oggi un esemplare di "Pinus Parolinii" (una specie scoperta dal Parolini stesso nel 1819 in Asia minore).[29]
- il Parco Ragazzi del '99, dedicato all'ultima classe di leva della prima guerra mondiale, ove trova sede l'omonimo monumento realizzato nel 1974. Si tratta del più grande polmone verde della città, frequentato in ogni stagione per attività sportive all'aria aperta, eventi e manifestazioni.
- il Monte Crocetta, parco naturale ricco di piante e fiori tipici del luogo come ad esempio castagni, alberi da frutta, ulivi, orchidee. L'intera collina è segnata da sentieri sia del lato nord che da quello sud i quali portano verso la cima dove si apre uno spiazzo pianeggiante. Al centro della parte superiore del monte si erge un'antica costruzione che un tempo fungeva da torretta di controllo sulla città; ora l'edificio è stato ristrutturato e ospita un Bar
- l'Area Naturalistica Gemma, a ridosso tra i quartieri San Michele e Valrovina, questa ex cava di basalto oggi è un biotopo prezioso e originale, ricco di stagni e pozza d’acqua, posto sotto tutela dal 2001 e curato da un gruppo di volontari.

## Società

### Evoluzione demografica
Abitanti censiti

### Etnie e minoranze straniere
Al 31 dicembre 2023 gli stranieri residenti nel comune erano 3 940, ovvero il 9,29% della popolazione. Di seguito sono riportati i gruppi più consistenti:
- Romania 731
- Marocco 360
- Ucraina 257
- Cina 254
- Albania 207
- Macedonia del Nord 176
- Filippine 174
- Moldavia 166
- Pakistan 110
- Repubblica Dominicana 103

## Cultura

### Istruzione

#### Archivi e biblioteche
La biblioteca di Bassano del Grappa nasce grazie al naturalista Gian Battista Brocchi, che, dopo la sua morte avvenuta nel 1826, lascia in eredità il suo patrimonio alla sua città natale, Bassano.
Aperta al pubblico nel 1840 nei locali dell'ex convento di San Francesco, negli anni inizia ad accumulare un numero sempre maggiore di beni, grazie alle generose donazioni di illustri cittadini bassanesi, fino a diventare oggi una delle biblioteche più ricche di opere. Vi è conservato anche l'archivio comunale, con documenti dal 1211 al 1950, e fa parte della rete di biblioteche vicentine "Biblioinrete", insieme alla maggior parte della biblioteche appartenenti alla Rete Bibliotecaria Vicentina.
Il patrimonio conta circa 116.000 volumi, divisi equamente tra fondi antichi e sezione moderna, oltre 200 periodici in corso. Nei fondi antichi sono conservati 62 incunaboli e più di 1.400 cinquecentine. La raccolta di manoscritti è costituita da 46.000 lettere, suddivise negli epistolari Gamba, Canova, Remondini, Trivellini, Brocchi, Parolini, Ferrazzi e In Corso, e da 2.230 volumi, tutti inventariati nei volumi 50, 55, 58 degli Inventari dei manoscritti delle Biblioteche d'Italia e, per parte dell'epistolario In Corso, in un volume manoscritto (Epistolario In Corso. Appendice).
Da giugno 2011 la Biblioteca è stata trasferita nella nuova sede in Galleria Ragazzi del '99 dotata di ampi e moderni spazi, di numerose sale per lo studio e la consultazione, di due nuove sezioni per bambini e per ragazzi, di postazioni informatizzate per la consultazione dei cataloghi, per la ricerca e per la navigazione internet, del servizio wi-fi.
È presente in città inoltre una sezione dell'Archivio di Stato di Vicenza, istituito nel 1973 raccoglie tutti gli archivi e i documenti storici che riguardano la città ed il suo territorio. Conserva ad oggi oltre tre Chilometro di scaffalature che constano di 902 pergamene, 40000 pezzi cartacei (buste, mazzi e registri), e oltre 1500 mappe e disegno tecnici dal 1200 ad oggi.
L'Archivio Storico Dal Molin, nato negli anni ottanta, da un'iniziativa privata raccoglie una vasta collezione di documenti d'epoca della Grande Guerra, in particolare fotografie, oggi considerata una delle principali a livello nazionale.

#### Ricerca
Ha sede in città, l'Istituto di ricerca per gli studi su Canova e il Neoclassicismo. Nato nel 1995 per volontà del Comune di Bassano del Grappa, l'Istituto persegue lo scopo di incrementare e potenziare le ricerche e gli studi sulla personalità di Antonio Canova e sul suo tempo, in ciò favorito dall'ingente patrimonio attinente alla vita e all'attività del grande scultore posseduto dal Museo civico di Bassano del Grappa e qui pervenuto fin dal 1851 per donazione del fratellastro dell'artista, monsignor Giovanni Battista Sartori.

#### Scuole
Bassano del Grappa ospita numerose scuole statali e private; nello specifico sono presenti in città:
- 13 scuole dell'infanzia di cui 10 paritarie e 3 statali
- 16 scuole primarie tra cui la storica "Giuseppe Mazzini", la più antica scuola elementare del Bassanese[38]. Dal mese di settembre 2020, data di inizio dell'anno scolastico, la scuola è chiusa per inagibilità dopo una perizia comunale.
- 7 scuole secondarie di primo grado
- 8 scuole secondarie di secondo grado raggruppate prevalentemente nella zona sud della città, nel cosiddetto "Centro Studi", eccezion fatta per il Liceo Ginnasio "Gian Battista Brocchi", tra i più grandi istituti superiori del Veneto, nonché tra i più prestigiosi licei con i suoi oltre 2 000 studenti e i suoi 200 anni di storia festeggiati nel 2019.[39]

Sono inoltre presenti due scuole professionali che offrono corsi di formazione gratuiti per l'inserimento nel mondo del lavoro, riconosciute come ente di formazione dalla Regione Veneto.

#### Università
In città si trova dal 1992 una delle 31 sedi dell'Università Adulti / Anziani del Vicentino, scuola per adulti e pensionati che offre un progetto culturale di studi tale da far divenire ogni sede polo culturale nel territorio. Opera inoltre dal 1995 la Fondazione Etica ed Economia "Universitatis Bassanensis Schola de Negotiis Gerendis" riconosciuta con Decreto del Ministero dell'università e della ricerca e della R. S. e T. del 14.12.1999, storica scuola d'impresa della comunità bassanese.

#### Musei
Bassano è una città ricca di musei, nati per volontà pubblica e privata nel corso degli ultimi tre secoli.
Di rilevanza nazionale ed internazionale sono i Musei Civici di Bassano del Grappa, nati nel 1828 per volontà di Gian Battista Brocchi, tra i più antichi enti museali dell'entroterra veneto raccolgono la più grande collezione pittorica del mondo di Jacopo Bassano oltre ad una collezione unica di tremila disegni autografi, epistolari, bozzetti, gessi e la serie, unica, dei monocromi di Antonio Canova.
Nella sede di Palazzo Sturm, dal 1992 ha sede il Museo della ceramica, composto da maioliche, porcellane e terraglie, per un totale di circa 1200 pezzi circa esposti cronologicamente in oltre dieci sale; e dal 2007 in coabitazione il Museo della stampa Remondini, dedicato all'omonima famiglia che nel Settecento è stata la più grande realtà produttiva dedicata alla calcografia e tipografia esistente in Europa.
Di particolare rilievo, si trovano in città, nati per iniziativa privata, il Poli Museo del Grappa, di proprietà dell'omonima distilleria, che si compone di cinque suggestive sale con testi in italiano e inglese e proiezione video in varie lingue. Il museo ha circa 12.000 visitatori mensili, ciò lo rende uno dei Musei d’Impresa più visitati d’Italia; il Museo Hemingway e della Grande Guerra, incentrato sulla vita e le opere di Ernest Hemingway, volontario della Croce Rossa Americana durante il periodo della prima guerra mondiale proprio a Bassano e affiancato negli spazi prospicienti nel 2021 dal Wild Life Museum, ricca collezione tassidermica di animali provenienti da tutto il mondo; il Museo degli Alpini, istituito nel 1948 e dedicato alla raccolta di reperti e testimonianze della Grande guerra, il Museo dei Cappuccini ospitato nell'omonimo convento che espone oggetti di culto (antichi vangeli, paramenti sacri, reliquiari) e materiali di vario utilizzo (vasellame e attrezzi da cucina) provenienti da conventi del circondario ed infine il Museo del Computer, che raccoglie in tre stanze manuali, periferiche, accessori e più di 70 tra console e computer dagli anni ottanta ai giorni nostri.

### Media

#### Stampa
Il quotidiano di maggiore lettura in città è Il Giornale di Vicenza, presente con una redazione locale fin dagli Anni Novanta e una sezione dedicata alla stessa nell'edizione cartacea.
Fino al 2014 era presente in città la redazione locale del quotidiano Il Gazzettino, chiusa dopo 93 anni di attività per la decisione dello stesso quotidiano di continuare a trattare la cronaca locale esclusivamente online. Per questo lungo percorso d'informazione, nel 2015 l'ultima redazione de "Il Gazzettino di Bassano del Grappa" ha ricevuto il Premio Città di Bassano, massima onorificenza cittadina.
È inoltre presente un'edizione locale del Corriere del Veneto, nata nel 2015 con l'aggregazione all'edizione di Vicenza, oggi denominata di Vicenza e Bassano.
A dicembre 2021, nasce il mensile di informazione locale "Il Bassano" distribuito in formato cartaceo gratuitamente su parte del territorio comunale.

#### Televisione
Ha sede a Bassano del Grappa Rete Veneta, tra i più grandi gruppi privati di emittenti locali. Nata nel 1977 con il nome di TeleRadioVeneto, divenne nel 1997 Bassano TV, per infine nel 2006 assumere il nome odierno. L'emittente bassanese copre tutto il Veneto e il Friuli-Venezia Giulia ed è un canale televisivo d'impronta generalista, attenta alle news e al racconto dei fatti del territorio con un'edizione locale di TG Bassano, in onda con due edizioni giornaliere.
È inoltre presente in città dal 2005, una redazione locale del gruppo TVA Vicenza, con due edizioni giornaliere del locale TG "Bassano Notizie".

### Teatri
Il principale teatro stabile della città, nonché tra i più antichi del Veneto, era il Teatro Astra, chiuso dal 2009 a causa di un contenzioso tra la proprietà privata e l'amministrazione comunale di allora. Da aprile 2025 è in corso il completo rifacimento del tetto, collassato nel tempo.
Ad oggi, gli spazi adibiti a spettacoli teatrali e concertistici sono:
- il Teatro Remondini, inaugurato nel 1969: ospita dal 2010 la "Stagione Teatrale Città di Bassano" nel periodo da dicembre ad aprile;
- la Sala Jacopo da Ponte, inaugurata nel 1970: ospita concerti, eventi e spettacoli di iniziativa privata ed alcune attività legate ad Operaestate Festival Veneto;
- il Teatro al Castello "Tito Gobbi", inaugurato alla fine degli anni novanta: ospita gli spettacoli estivi di Operaestate Festival Veneto.

### Cinema
Nel 1982 Ermanno Olmi fonda "Ipotesi Cinema", tra le prime scuole di cinema del Nord-est Italia, oggi non più presente in città.
Di seguito l'elenco di alcuni dei film e telefilm girati in toto o in parte a Bassano del Grappa (in ordine cronologico):
- Il commissario Pepe (1969) di Ettore Scola
- Il comune senso del pudore (1976) di Alberto Sordi
- Cose dell'altro mondo (2011) di Francesco Patierno
- Di padre in figlia (2017) di Riccardo Milani (fiction)
- Villetta con ospiti (2020) di Ivano De Matteo
- Tina Anselmi - Una vita per la democrazia (2023) di Luciano Manuzzi

### Musica
La Filarmonica Bassanese, nasce il 15 Febbraio del 1811 per volere della cittadinanza, anche se alcuni documenti retrodatano la fondazione addirittura al 1796, con lo scopo di formare e stimolare la pratica musicale. Composta da una scuola di musica e da un'orchestra di fiati, fa della Filarmonica, la più antica associazione culturale ancora in attività della città.
Ha sede inoltre in città l'Associazione Amici della Musica "Giorgio Vianello", nata nel 1986 ha come obiettivi la promozione e la conoscenza della musica classica, la crescita artistica di giovani musicisti e di contribuire a riscoprire o far conoscere il grande patrimonio musicale dei compositori del passato e dei nostri giorni, anche per mezzo dell'organizzazione della "Stagione Concertistica".

### Prodotti tipici
Anche Bassano del Grappa ha istituito il suo registro dedicato alle specialità territoriali anche dette Denominazione comunale d'origine o De.Co. come da legge nº 142 dell'8 giugno 1990.
Tra alcuni prodotti tipici famosi in tutta Italia si segnalano:

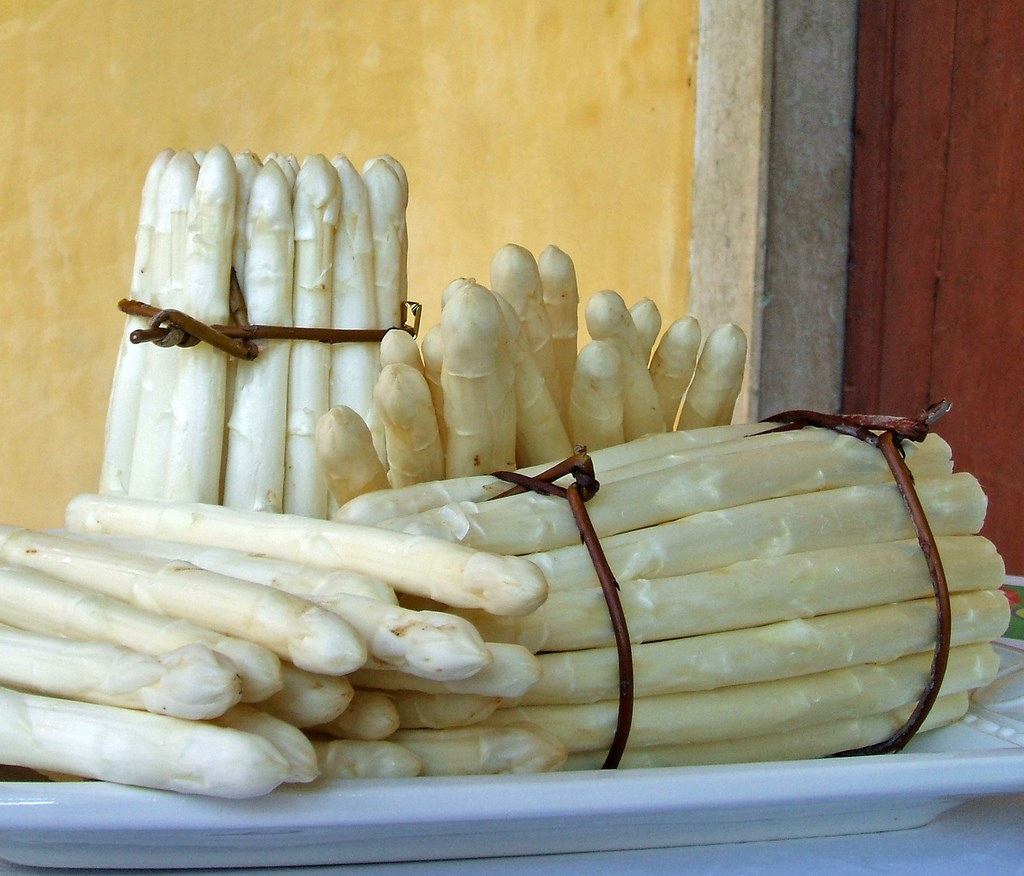
Asparago bianco di Bassano

- Asparago bianco di BassanoAsparago bianco di Bassano DOP, tutelato dall'omonimo consorzio dal 1980.
- Broccolo di Bassano, un cavolfiore dalle forme più ridotte.
- Cipolla Rosa di Bassano, coltivata fin dal XIV secolo e certificata presidio Slow Food.
- Castagna di Valrovina detto anche "Marrone", coltivata fin dai tempi dei romani.[48]
- Forti Bassanesi, biscotto creato nel XVIII secolo dai pasticceri locali, a base di spezie varie.[49]
- Bigołi di Bassano, simile ad un grosso spaghetto e riconosciuto dal P.A.T.
- Grappa: Bassano è il luogo dove è nata la prima grappa d'Italia. Sul Ponte Vecchio sorge infatti la Distilleria Nardini, fondata nel 1779 ad opera di Bortolo Nardini: oggi la più antica distilleria italiana e l'unica distilleria, finora, ad aver sede a Bassano del Grappa; un'istituzione del distillato di bandiera italiano, un luogo ricco di storia e di testimonianze uniche al mondo, visitabile su prenotazione.
- Tagliatella Nardini.
- Mezzoemezzo (aperitivo tipico della grapperia Nardini).
- Amaro San Giuseppe digestivo prodotto presso Villa San Giuseppe.

### Eventi
- Operaestate Festival Veneto: festival multidisciplinare di teatro, danza, musica e lirica, che si svolge ogni estate in città e nei comuni vicini della fascia della Pedemontana Veneta;
- Bassano Fotografia: biennale internazionale dedicata alla fotografia che si svolge tra i mesi di settembre e novembre;
- Carnevale di Bassano: tra i più antichi del Veneto, si festeggia in coincidenza con il Carnevale di Venezia;
- Fiera Franca e Fiera d'Autunno: si tiene il primo weekend di ottobre tra il centro storico e la prima periferia della città. La Fiera Franca, in particolar modo è tra le esposizioni di bovini, equini ed ovini più longeve d'Italia[50], mentre la Fiera d'Autunno, negli ultimi anni, è divenuta l'evento di incontro con le città gemelle di Mühlacker e Voiron, rappresentate da cittadini privati e dai rispettivi amministratori comunali e membri dei Comitati di Gemellaggio.

Nella città si è tenuta il 10 e l'11 maggio 2008 l'81ª Adunata nazionale degli alpini.
Nel 2010 la città ha ospitato il Raduno Triveneto degli Alpini, nelle giornate del 18 e 19 settembre.

## Geografia antropica

### Urbanistica
L'approvazione nel 1969 da parte dell'amministrazione guidata dal sindaco Pietro Fabris di un nuovo piano regolatore, come previsto dalla legge 765/1965, che imponeva a tutti i Comuni di dotarsi di questo strumento di programmazione e regolamentazione degli usi del suolo, portò alla valorizzazione del ruolo di Bassano come centro comprensoriale di servizi e come snodo di importanti vie di comunicazione. Si trattava innanzitutto di vincolare il tracciato delle nuove arterie stradali verso Trento e verso Thiene prevedendone nel dettaglio l'attraversamento del territorio comunale e dislocando in prossimità di queste le aree destinate a nuove attività industriali e commerciali. I nuovi servizi di livello comprensoriale (le scuole superiori e gli impianti sportivi, ma anche la sede del futuro nuovo ospedale) venivano concentrati nell'area di Santa Croce, a sud del centro storico.

### Frazioni

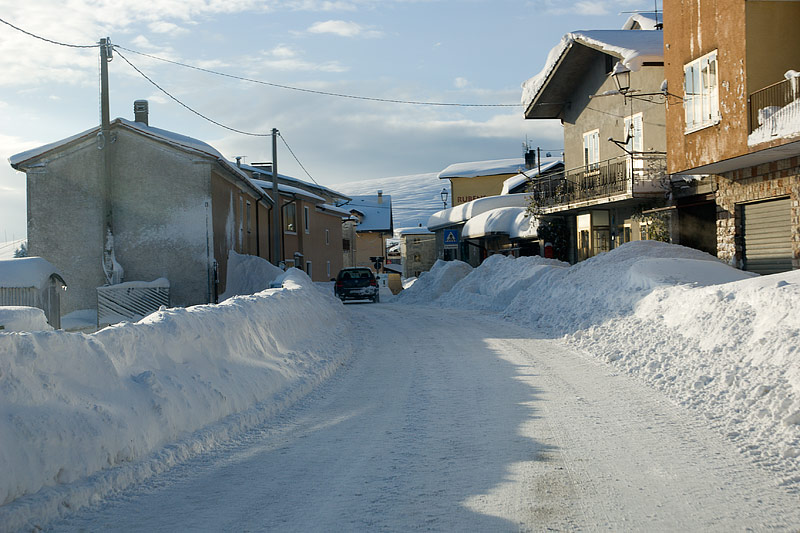
Rubbio d'inverno

Secondo lo statuto comunale (art. 6, comma 2), è riconosciuta come frazione la sola Rubbio. Campese, Marchesane, San Michele, Sant'Eusebio e Valrovina sono definite "contrade".
Rubbio (64 abitanti) si trova sull'altopiano di Asiago, a 1057m di quota. Il paese è diviso amministrativamente fra i due comuni di Bassano del Grappa e Lusiana Conco. Per giungere dal centro di Bassano a questa sua frazione si deve per forza transitare dal territorio di un altro comune, Marostica: il collegamento diretto è altrimenti possibile solo attraverso alcuni sentieri di montagna.
Da Rubbio si può godere di una notevole vista sulla Pianura Veneta.
Campese (1 206 abitanti) sorge a nord del capoluogo, sulla riva destra del fiume Brenta (di fronte a Pove del Grappa e a Solagna) e all'imboccatura del Canale di Brenta. Di notevole importanza, all'interno della contrada, la presenza della Chiesa della Santa Croce, un tempo monastero fondato da Ponzio di Melgueil, ex abate di Cluny, che oggi ospita le spoglie del noto poeta maccheronico Teofilo Folengo.
Marchesane (1 898 abitanti) è situata a sud-ovest del territorio comunale. Si estende per un paio di chilometri di lunghezza costeggiando la riva destra del fiume Brenta. Frazione contadina fino agli anni sessanta, si è poi espansa demograficamente ed economicamente con la costruzione di nuovi quartieri e zone artigianali e commerciali.
Marchesane è una delle località interessate dalle vicende umane e storiche che si svolsero tra il XI secolo e il XIII secolo e dalle numerose proprietà che videro protagonisti i vari componenti della famiglia degli Ezzelini. Nella parte sud di Marchesane si trova anche la chiesa di San Giovanni Nepomuceno che servì da ricovero a Napoleone durante la Battaglia di Bassano.
San Michele (693 abitanti) si trova sulla destra del Fiume Brenta. Incastonata alle pendici dell'Altipiano di Asiago è attraversata dalla Valle del Silan, oasi naturalistica di importanza regionale con le sue spettacolari cascate, formate dal percorso del torrente omonimo, che nasce nella vicina Valrovina.

### Quartieri
Quartiere Prè (248 abitanti) si trova nella parte sud del territorio comunale, ai confini con Cartigliano (della cui parrocchia è parte) e con Rosà (frazione di Travettore). All'interno di questo quartiere si trova una parte del parco rurale "Civiltà delle Rogge" che si estende anche nei vicini comuni di Cartigliano e Rosà.
| Nome quartiere | Numero abitanti |
| -------------- | --------------- |
| San Vito       | 6278            |
| Centro Storico | 4684            |
| Angarano       | 3378            |
| XXV Aprile     | 3118            |
| Ca' Baroncello | 2430            |
| San Marco      | 2185            |
| Firenze        | 2087            |
| Merlo          | 2156            |
| Rondò Brenta   | 1899            |
| Santa Croce    | 1886            |
| Marchesane     | 1837            |
| San Fortunato  | 1404            |
| Sant'Eusebio   | 1336            |
| San Lazzaro    | 1278            |
| Borgo Zucco    | 1240            |
| Margnan        | 1195            |
| Campese        | 1218            |
| San Bassiano   | 1078            |
| Valrovina      | 817             |
| San Michele    | 703             |
| Pré            | 248             |
| Rubbio         | 65              |

### Variazioni
La denominazione del comune fino al 1928 era "Bassano"; con Regio Decreto n. 2254 la denominazione del comune cambia in "Bassano del Grappa".
La circoscrizione territoriale ha subito le seguenti modifiche:
- nel 1811 aggregazione del soppresso comune di Angarano[52]
- nel 1878 aggregazione della frazione Campese, staccata dal comune di Campolongo sul Brenta (Censimento 1871: pop. res. 843)
- nel 1938 aggregazione di territori del soppresso comune di Valrovina[53].

## Economia
Bassano del Grappa è membro dal 2018 dell'Associazione Nazionale Città del Vino, consorzio che riunisce più di 500 comuni italiani con l'obiettivo di tutelare e sviluppare il turismo enologico e dal 2021 dell'Associazione Nazionale Città dell'Olio, consorzio che opera per la tutela e la conoscenza della qualità dell'olio extra vergine d'oliva italiano.
È sede del Consorzio di tutela dell'Asparago bianco di Bassano DOP, riconosciuto dal Mipaaf con l'art. 1 del DM 12.9.2000 n. 410.

### Artigianato
Per quanto riguarda l'artigianato, Bassano del Grappa è rinomata per l'antica produzione di ceramiche e porcellane, risalente al Settecento e che conserva invariati nello stile, nella forma e nella decorazione i propri manufatti tutt'oggi. Tra le produzioni più popolari, vi sono i piatti con decorazioni riferite ai lavori dei campi, alle stagioni, alla natura ed anche dei boccali con dedica e i famosi cucchi (ceramiche fischianti). Altra eccellenza locale è quella del mobile d'arte. Il distretto bassanese è specializzato nelle produzioni mobiliere (“arte povera”), nel restauro e nella riproduzione di mobili d'epoca, che riprendono antichi modelli d'arredamento sia d'origine francese che italiana e la loro commercializzazione sui mercati italiani ed esteri. Nel tempo la produzione del Distretto del Mobile d'arte di Bassano si è evoluta e diversificata, infatti si è passati da stili più impegnativi e arditi (settecentesco, impero, filoni di arte liberty) a lavorazioni più squadrate. Ultima, ma non per importanza, altra nota attività è quella delle stampe artistiche di varie ditte, tra le quali Remondini, che chiuse nel 1861 e lasciò la sua eredità di esperienza ad altri stampatori di xilografia, calcografia e cromolitografia come lo Stabilimento Tipografico Antonio Vicenzi e Carteria Tassotti, quest'ultima conosciuta in tutto il mondo per il loro pregio e la loro storia.

### Agricoltura e allevamento
L'agricoltura e l'allevamento hanno perso notevole importanza nel corso degli anni, lasciando spazio alle industrie, l'area bassanese si contraddistingue per la coltivazione di asparagi e per la vite. Diverse sono le aziende vinicole locali, tra cui le più importanti Cantina Zoe, Diesel Farm, Contrà Soarda, Villa Angarano e Zonta partecipano ogni anno, nel periodo terminale della vendemmia nel mese di settembre alla tipica Festa dell'uva San Eusebio, tra i più importanti eventi folkloristici locali e noti a livello regionale.
Il Mercato Ortofrutticolo di Bassano è classificato dal piano regionale d'intervento nel settore dei Mercati all'Ingrosso di interesse regionale di seconda categoria (al consumo) al pari della struttura annonaria del capoluogo di provincia. Raccoglie tutte le principali produzioni agricole locali come gli asparagi bassanesi, la ciliegia di Marostica, i broccoli e la cipolla di Bassano, il sedano di Campese e quello di Rubbio, le patate di Rotzo, fino ad arrivare, negli ultimi anni, alla produzione di olio di oliva nella zona di Pove del Grappa (denominata Conca degli ulivi).
Molto attivo è anche l'allevamento di bestiame destinato alla produzione di latte, con il tipico Formaggio Bassanese, che matura oltre 60 giorni, dal sapore tipico del buon latte locale: un formaggio che è espressione del territorio veneto.

### Industria
L'industria è uno dei settori più attivi in città in particolare nel settore alimentare e manifatturiero. Ben sviluppato anche il sistema di piccole-medie industrie dove si trovano realtà che, nel corso degli anni si sono affermate in tutto il mondo come Montegrappa nel settore della gioielleria ed orologeria, la Distilleria Nardini la più antica distilleria d'Italia che ha dato i natali alla prima grappa d'Italia e HPRC, leader mondiale nella realizzazione di valigie in resina ad alte caratteristiche prestazionali solo per citarne alcune.
La zona industriale di Quartiere Pre' si contraddistingue per una molteplicità di aziende diverse che vanno dalla MEB, azienda leader nel Nord-est Italia nel settore dell'elettroforniture, all'Europack specializzata nella produzione di profili cartonati e alla Bresolin, azienda leader a livello nazionale nel riciclaggio di materie prime che compongono auto.
Tra le aziende più importanti presenti nel territorio bassanese sorge lo stabilimento europeo più grande di Baxi, con 700 dipendenti e 540.000 caldaie prodotte l'anno risulta esser tra le più grandi nel settore in Italia, la Climaveneta, oggi parte del gruppo nipponico Mitsubishi Electric, la Pengo S.P.A. leader nella distribuzione di prodotti per casalinghi, e il gruppo Manfrotto, oggi parte del gruppo britannico "The Vitec Group Plc".

### Turismo
La città è conosciuta in tutto il mondo per il celebre Ponte Vecchio progettato dall'architetto Andrea Palladio e riconosciuto Monumento nazionale italiano con la legge 5 luglio 2019, n. 65; ogni anno è visitata da turisti provenienti da tutto il mondo e, nonostante il flusso turistico si stia sempre di più portando verso il mordi-e-fuggi, la città è tappa fissa nel tour veneto vista anche la vicinanza con Venezia e Padova (con collegamenti ferroviari diretti quotidiani). Inoltre le importanti manifestazioni enogastronomiche e sportive s'intersecano con l'offerta turistico culturale della città che è aumentata grazie all'effervescente offerta proposta e alla creazione di eventi di richiamo nazionale ed internazionale promossi e organizzati prettamente da Operaestate Festival Veneto fin dal 1981.
Bassano del Grappa è stata inserita nella lista delle 20 città più belle d'Italia 2019, promossa da Skyscanner.

## Infrastrutture e trasporti
La città si trova all'immediato sbocco del Canale di Brenta, nel lembo Nord Est della Pianura Padana, a ridosso delle Prealpi Venete.
È attraversata da due direttrici stradali, una nord-sud (la Strada statale 47) ed una est-ovest (la SPV), principali infrastrutture per lo spostamento di persone e merci.

### Strade

#### Autostrade
Bassano del Grappa è servita dalla Superstrada Pedemontana Veneta con due uscite (Bassano est e Bassano ovest) collegando la città con il resto della rete autostradale (A4, A31 e A27).

#### Strade statali e provinciali
Bassano del Grappa è interessata dalle seguenti direttrici stradali:
- Strada statale 47 della Valsugana, che la collega alle città di Trento e Padova. Nel tratto a est la strada diventa la tangenziale est di Bassano del Grappa
- Strada provinciale 72 Strada della Fratellanza, che la collega alla cittadina di Asiago
- Ex Strada statale 141 Strada Cadorna (ora strada provinciale 148 Monte Grappa), che la collega alla Provincia di Belluno, passando per il Monte Grappa.
- Ex Strada statale 248 Schiavonesca-Marosticana (ora strada provinciale 248 Schiavonesca-Marosticana), che la collega a Vicenza e a Nervesa della Battaglia.
- Strada provinciale 111 Nuova Gasparona, che collega la città a Thiene affiancando la Pedemontana Veneta, dove nel tratto fino a Marostica funge da tangenziale sud di Bassano del Grappa
- Strada provinciale 59 strada Granella, che collega Bassano a Tezze sul Brenta
- Strada provinciale 52 Strada Bassanese, che la collega a San Pietro in Gu, passando per Nove

### Ferrovie
La stazione di Bassano del Grappa rappresenta località di bivio rispetto alle linee Trento-Venezia e Bassano-Padova (delle quali rappresenta il capolinea per i treni da e per Padova, Trento e Venezia).
Queste linee sono servite dai treni regionali svolti da Trenitalia (con materiale rotabile di Sistemi Territoriali in comodato d'uso per la tratta Bassano-Venezia) e Trentino Trasporti nell'ambito dei contratti di servizio stipulati con la Regione Veneto (Sistema Ferroviario Metropolitano Regionale) e con la Provincia Autonoma di Trento.
Nel periodo compreso fra la prima guerra mondiale e il 1961 la stazione fu connessa con la tranvia Vicenza-Bassano del Grappa, gestita in ultimo dalle Ferrovie e Tramvie Vicentine FTV.
Da settembre 2021 la città è nuovamente raggiungibile da Vicenza con 5 collegamenti diretti giornalieri (via Cittadella).

### Aeroporti
Nel comune, nella frazione di Marchesane è situata un'aviosuperficie turistica. Lunga 500m e larga 25m la superficie è totalmente in erba.

### Mobilità urbana
I trasporti urbani di Bassano del Grappa vengono svolti con autocorse gestite da SVT - Società Vicentina Trasporti tramite 8 linee che collegano il centro città ai quartieri, alle frazioni e ai comuni limitrofi.
I collegamenti interurbani si svolgono con autoservizi di linea gestiti da SVT (verso il capoluogo Vicenza, e i comuni di Schio, Thiene, Asiago, Enego e Jesolo), Busitalia (verso Padova) e Mobilità di Marca (verso Treviso e Montebelluna).

#### Piste ciclabili
La città è collegata a Trento attraverso la Ciclopista della Valsugana. Lunga 70 km e con un dislivello di 350m attraversa la Valsugana (ed il canale di Brenta) seguendo il corso del fiume Brenta. Questo itinerario ricalca parte dell'antica via Claudia Augusta.

## Amministrazione
Il consiglio comunale di Bassano del Grappa ha sede alla Sala Consiliare presso il Palazzo del Monte. I consiglieri comunali (dopo le modifiche introdotte con la legge finanziaria per l'anno 2010) sono 24;

### Sindaci nominati dal CLN
| Periodo   | Periodo   | Primo cittadino    | Partito              | Carica  | Note |
| --------- | --------- | ------------------ | -------------------- | ------- | ---- |
| 30/4/1945 | 21/7/1945 | Antonio Gasparotto | Democrazia Cristiana | Sindaco |      |
| 21/7/1945 | 23/4/1946 | Primo Silvestri    | Partito d'Azione     | Sindaco |      |

### Sindaci dal 1946
| Nominativo                                           | Nominativo                                        | Partito / Coalizione                              | Periodo                                           | Elezione                                          |
| Sindaci eletti dal Consiglio comunale (1946-1995)    | Sindaci eletti dal Consiglio comunale (1946-1995) | Sindaci eletti dal Consiglio comunale (1946-1995) | Sindaci eletti dal Consiglio comunale (1946-1995) | Sindaci eletti dal Consiglio comunale (1946-1995) |
| ---------------------------------------------------- | ------------------------------------------------- | ------------------------------------------------- | ------------------------------------------------- | ------------------------------------------------- |
|                                                      | Giovanni Cosma                                    | Democrazia Cristiana                              | 1946                                              | 1946                                              |
|                                                      | Giovanni Bottecchia                               | Democrazia Cristiana                              | 1946-1951                                         | (1946)                                            |
|                                                      | Quirino Borin                                     | Democrazia Cristiana                              | 1951-1957                                         | 1951                                              |
| 1956                                                 | Quirino Borin                                     | Democrazia Cristiana                              | 1951-1957                                         |                                                   |
|                                                      | Pietro Roversi                                    | Democrazia Cristiana                              | 1957-1967                                         | (1956)                                            |
| 1960                                                 | Pietro Roversi                                    | Democrazia Cristiana                              | 1957-1967                                         |                                                   |
| 1964                                                 | Pietro Roversi                                    | Democrazia Cristiana                              | 1957-1967                                         |                                                   |
|                                                      | Pietro Fabris                                     | Democrazia Cristiana                              | 1967-1975                                         | (1964)                                            |
| 1970                                                 | Pietro Fabris                                     | Democrazia Cristiana                              | 1967-1975                                         |                                                   |
|                                                      | Sergio Martinelli                                 | Democrazia Cristiana                              | 1975-1980                                         | 1975                                              |
|                                                      | Antonio Basso                                     | Democrazia Cristiana                              | 1980-1986                                         | 1980                                              |
| 1985                                                 | Antonio Basso                                     | Democrazia Cristiana                              | 1980-1986                                         |                                                   |
|                                                      | Giovanni Tasca                                    | Democrazia Cristiana                              | 1986-1995                                         | (1985)                                            |
| 1990                                                 | Giovanni Tasca                                    | Democrazia Cristiana                              | 1986-1995                                         |                                                   |
| Sindaci eletti direttamente dai cittadini (dal 1995) |                                                   |                                                   |                                                   |                                                   |
|                                                      | Lucio Gambaretto                                  | Partito Popolare Italiano                         | 1995-1999                                         | 1995                                              |
|                                                      | Gianpaolo Bizzotto                                | Centro-destra                                     | 1999-2009                                         | 1999                                              |
| 2004                                                 | Gianpaolo Bizzotto                                | Centro-destra                                     | 1999-2009                                         |                                                   |
|                                                      | Stefano Cimatti                                   | Centro-sinistra                                   | 2009-2014                                         | 2009                                              |
|                                                      | Riccardo Poletto                                  | Centro-sinistra                                   | 2014-2019                                         | 2014                                              |
|                                                      | Elena Pavan                                       | Centro-destra                                     | 2019-2024                                         | 2019                                              |
|                                                      | Nicola Finco                                      | Centro-destra                                     | 2024-in carica                                    | 2024                                              |

### Gemellaggi e patti di amicizia
Bassano del Grappa è gemellata con le seguenti città:
- Nova Bassano (dal 1957)
- Mühlacker (1978)
- Voiron[63] (1985)
- Mostar[64] (2024)

Ha stretto patti di amicizia con:
- Sebenico
- Herford

### Altre informazioni amministrative
Bassano del Grappa dal 2014 fa parte dell'Unione montana Valbrenta, oggi Unione Montana del Bassanese assieme ai comuni limitrofi di Valbrenta, Romano d'Ezzelino, Solagna e Pove del Grappa. Dal 1º gennaio 2021 la funzione fondamentale di polizia locale dei comuni partecipanti è stata trasferita all'Unione, con l'eccezione di Romano d'Ezzelino.
È capofila, con i comuni di Cartigliano, Cassola, Colceresa, Marostica, Nove, Pianezze, Pove del Grappa, Rosà, Rossano Veneto, Schiavon, Solagna, Tezze sul Brenta e Valbrenta dell'IPA Pedemontana del Brenta, l'intesa programmatica d'area con cui la Regione Veneto offre la possibilità agli Enti pubblici locali e alle Parti economiche e sociali di partecipare alla programmazione regionale, attraverso la definizione di accordi e la formulazione di proposte finalizzate allo sviluppo socioeconomico dell'area di riferimento.
Dal 2016, inoltre è stato avviato il tavolo di marketing territoriale "Territori del Brenta", con lo scopo di elevare l'attrattività turistica locale attraverso lo strumento del “marchio d'area"

## Sport

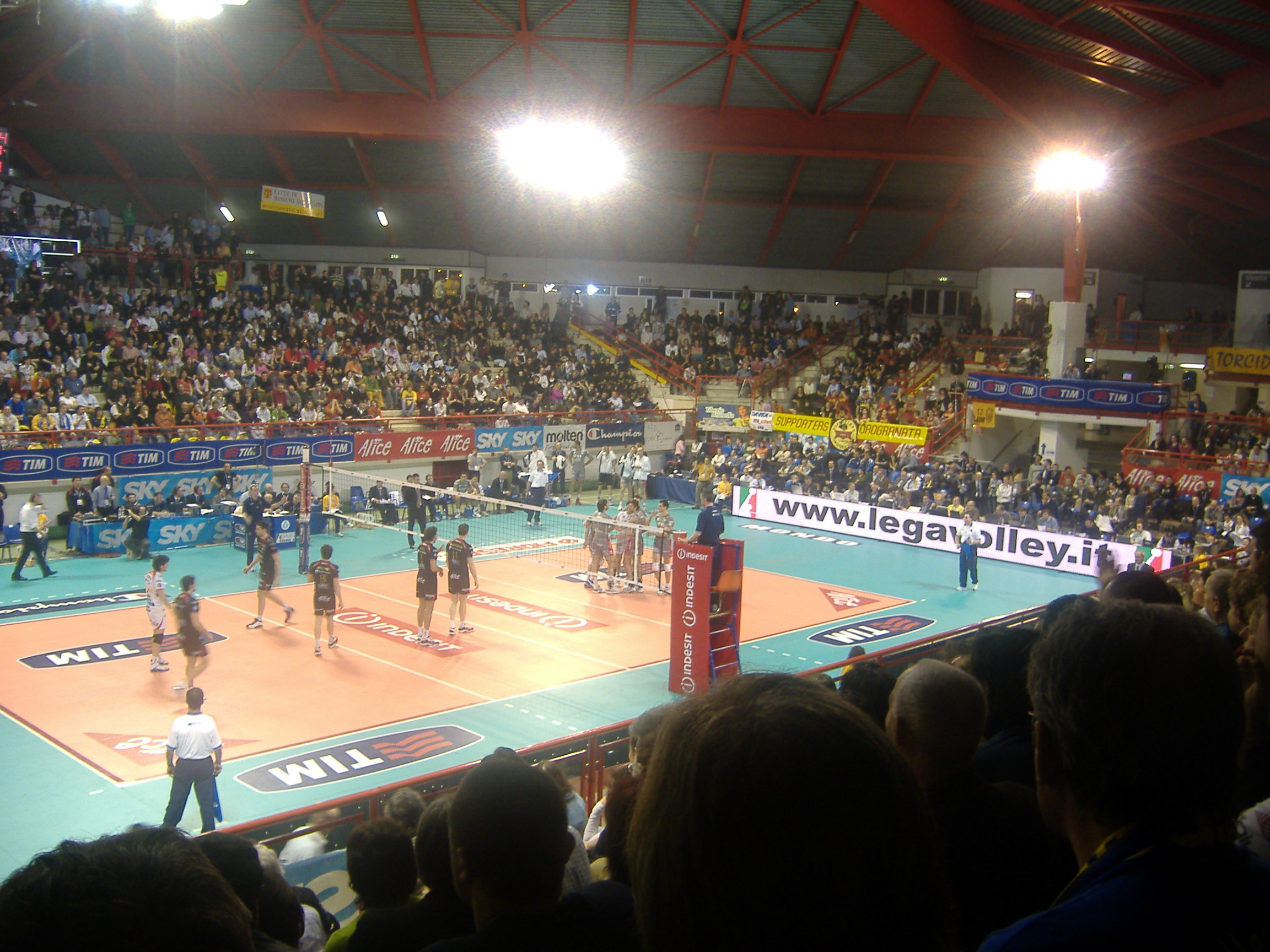
Sisley TV - Itas TN (Quarti di Finale Coppa Italia 2008 di pallavolo)

Bassano del Grappa ha dato i natali a molti sportivi entrati nella storia come gli arbitri Guido Agnolin e Luigi Agnolin, i calciatori Carlo Nervo, Federico Marchetti e Sergio Campana, la nuotatrice Carlotta Tagnin e il due volte campione del mondo di Rally Miki Biasion per citarne alcuni.
In città si trovano: la sede della delegazione distrettuale di Bassano del Grappa della Federazione Italiana Giuoco Calcio e la sede della sezione Associazione Italiana Arbitri "Numa Pompilio Selvaggi" fondata nel 1954.

### Città europea dello Sport 2018
La città di Bassano del Grappa è stata ufficialmente proclamata Città europea dello Sport per l'anno 2018 dall'ACES (Associazione delle Capitali Europee dello Sport). Il riconoscimento è stato conferito nel 2017 a Bruxelles, presso la sede del Parlamento europeo.

### Calcio
La principale società calcistica della città è il Football Club Bassano 1903. Costituito nel 2018, è il depositario della tradizione sportiva iniziata de facto nel 1903 e de iure nel 1920 con la fondazione dell’Unione Sportiva Bassano e poi transitata attraverso varie realtà, ultima delle quali il Bassano Virtus 55 Soccer Team, trasferitosi a Vicenza al termine della stagione 2017-2018. Dalla stagione sportiva 2023-2024 militerà nuovamente in Serie D.
Hanno sede in città inoltre diverse compagini, attive prevalentemente nel settore giovanile e dilettantistico e amatoriale, tra cui le più note l'Unione Sportiva Angarano Azzurra, la Santa Croce ASD e l'ASD San Vito Bassano 1953. Quest'ultima nota per l'organizzazione del Torneo nazionale “Per non dimenticare Heysel“, riservato alla categoria Pulcini. La manifestazione, viene organizzata a ricordo della tragedia avvenuta il 29 maggio 1985 nello Stadio Heysel di Bruxelles, nel quale purtroppo persero la vita 39 persone tra le quali due cittadini bassanesi, Amedeo Spolaore e Mario Ronchi, che con altri amici si erano recati in Belgio per assistere alla finale di Coppa dei campioni tra Juventus Football Club e Liverpool Football Club.

### Pallavolo
La principale squadra di pallavolo della città è il Bassano Volley fondato nel 1982 e che disputa le gare interne al PalaDue. La squadra maschile attualmente miita in Serie B (pallavolo maschile), dopo aver raggiunto il massimo risultato sportivo nel 2004-2005 quando si qualificò per le finali Play-off validi per la promozionale in Serie A (pallavolo maschile). La squadra femminile milita attualmente nella Serie B2 (pallavolo femminile).

### Tennis
Nel 1934 venne costituito il Tennis Club Bassano, oggi Società Tennis Bassano che nel 2013 si laurea per la prima ed unica volta Campione d'Italia, annoverando tra le proprie file anche il tennista internazionale Andreas Seppi. Dal 2004 organizza il "Torneo internazionale di Tennis per atleti su sedia a rotelle", tra i tornei più importanti a livello nazionale dedicati al Tennis in carrozzina.

### Hockey su pista
In città hanno sede due squadre di Hockey su pista: il Bassano Hockey 54 che milita in Serie A1 (hockey su pista) ed è tra le squadre italiane di hockey su pista tra le più vincenti con un palmares di 2 campionati nazionali (il più recente nel 2008-2009), 2 Coppe Italia, 2 Supercoppe italiane, 1 Coppa CERS e 1 Coppa del Mondo per club; e il Roller Bassano, attualmente militante in Serie A2 (hockey su pista).

### Rugby
Il Rugby Bassano è una società di rugby a 15 nata nel 1976 che schiera almeno una formazione in undici diverse categorie previste dalla Federazione Italiana Rugby. La prima squadra maschile milita nel campionato di Serie B e gioca le sue partite interne allo Stadio del Rugby "Giovanni De Danieli".

### Pallacanestro
L'Orange1 Basket Bassano è la principale squadra maschile di pallacanestro della città. Gioca le sue partite casalinghe al Pala Angarano.
Inoltre dal 2015 nasce in città l'ASD MBA con lo scopo di accorpare tutti gli atleti del minibasket del territorio bassanese e limitrofo sotto un'unica gestione associativa ed un unico progetto educativo/sportivo.

### Rally e Motorsport
Dal 1984 si disputa il Rally Internazionale Città di Bassano, manifestazione automobilistica rally auto moderne e dal 2006 anche rally storico, detto il "Mundialito del Nord Est".
È una delle tappe dell'International Rally Cup (2012, 2013 e dal 2019 al 2022),tappa storica della Mitropa Rally Cup, del Campionato Triveneto Rally e tra i più famosi e con il più alto numero di partecipanti in Italia. La 40ª edizione del 2023, sarà l'anno del debutto in un campionato Italiano: il CIRA (Campionato Italiano Rally Asfalto)
https://www.ewrc-results.com/events/315-rally-citta-di-bassano/
La città di Bassano del Grappa ha dato i natali a Miki Biasion, due volte campione del mondo rally insieme al navigatore Tiziano Siviero.

### Ciclismo
Bassano del Grappa è stata negli anni la città di arrivo delle seguenti tappe del Giro d'Italia:
| Anno | Tappa | Partenza          | km  | Vincitore di tappa | Maglia rosa       |
| ---- | ----- | ----------------- | --- | ------------------ | ----------------- |
| 1933 | 15ª   | Udine             | 213 | Ettore Meini       | Alfredo Binda     |
| 1934 | 16ª   | Trieste           | 273 | Giuseppe Olmo      | Learco Guerra     |
| 1946 | 14ª   | Auronzo di Cadore | 203 | Fausto Coppi       | Gino Bartali      |
| 1949 | 10ª   | Udine             | 154 | Giovanni Corrieri  | Adolfo Leoni      |
| 1970 | 8ª    | Rovereto          | 130 | Walter Godefroot   | Eddy Merckx       |
| 1974 | 21ª   | Misurina          | 194 | Eddy Merckx        | Eddy Merckx       |
| 1986 | 20ª   | Peio              | 179 | Guido Bontempi     | Roberto Visentini |
| 1992 | 12ª   | Imola             | 214 | Endrio Leoni       | Miguel Indurain   |
| 2024 | 20ª   | Alpago            | 184 | Tadej Pogačar      | Tadej Pogačar     |

È stata inoltre sede di partenza delle seguenti tappe del Giro d'Italia:
| Anno | Tappa | Arrivo                      | km   | Vincitore di tappa | Maglia rosa       |
| ---- | ----- | --------------------------- | ---- | ------------------ | ----------------- |
| 1933 | 16ª   | Bolzano                     | 148  | Gerard Loncke      | Alfredo Binda     |
| 1934 | 17ª   | Milano                      | 315  | Giuseppe Olmo      | Learco Guerra     |
| 1946 | 15ª   | Trento                      | 186  | Aldo Ronconi       | Gino Bartali      |
| 1949 | 11ª   | Bolzano                     | 237  | Fausto Coppi       | Adolfo Leoni      |
| 1970 | 9ª    | Treviso (cron. individuale) | 56   | Eddy Merckx        | Eddy Merckx       |
| 1974 | 22ª   | Milano                      | 257  | Marino Basso       | Eddy Merckx       |
| 1986 | 21ª   | Bolzano                     | 234  | Acácio da Silva    | Roberto Visentini |
| 1992 | 13ª   | Corvara in Badia            | 204  | Franco Vona        | Miguel Indurain   |
| 2014 | 19ª   | Cima Grappa (cronoscalata)  | 26,8 | Nairo Quintana     | Nairo Quintana    |
| 2020 | 17ª   | Madonna di Campiglio        | 203  | Ben O'Connor       | João Almeida      |

È sede di partenza della gara nazionale riservata alle categorie Under 23 (ciclismo) "Bassano-Monte Grappa" che si tiene in città a luglio fin dal 1929 e del Trofeo Alcide De Gasperi, che si svolge il 2 giugno, giorno della festa della Repubblica Italiana; questa corsa prevede percorsi alternati: un anno si parte in Trentino (Trento o Borgo Valsugana) e si arriva a Bassano, e l'anno seguente si segue il percorso al contrario.
È sede d'arrivo della corsa in linea maschile del circuito UCI ProSeries, Veneto Classic.
Nel 1985 ha ospitato i Campionati mondiali di ciclismo su pista presso il Velodromo Rino Mercante.
Nel 2020 ha ospitato i Campionati italiani di ciclismo su strada.

### Volo Libero
L'area della pedemontana bassanese è nota a livello mondiale per la pratica del volo libero (deltaplano e parapendio) e proprio a Bassano nel 1982 nacque una manifestazione a carattere internazionale chiamata oggi Trofeo Montegrappa, in grado di attirare ogni anno i migliori piloti del mondo di queste discipline.

### Impianti sportivi
In città sono presenti 24 impianti sportivi. Di questi, 5 sono classificati come Grandi Impianti e sono gestiti dall'omonimo settore del assessorato allo sport comunale. Gli altri impianti (principalmente campi da calcio, palestre e piastre polisportive) sono in gestione alle varie circoscrizioni di quartiere o alle associazioni sportive dilettantitiche locali.
Tra le strutture di maggior rilievo in città vi sono:
- Stadio velodromo "Rino Mercante": dal punto di vista calcistico, ospita le gare interne del Football Club Bassano 1903. Essendo provvisto di un velodromo, ospita altresì eventi di ciclismo su pista, nonché la sede del Veloce Club Bassano 1892, tra i più antichi club ciclistici d'Italia.
- PalaBassano (per ragioni di sponsorizzazione noto anche come PalaUbroker): con una capienza di 3 850 posti a sedere, risulta esser tra i Palasport più grandi del Veneto; ospita le gare interne della squadra professionistica Hockey Bassano militante in Serie A1 (hockey su pista).
- PalaDue: è il secondo dei palazzetti dello sport di Bassano del Grappa. Ha una capienza di 1 200 persone, che possono arrivare a 3 000 per eventi non sportivi. Ospita le gare interne delle squadre maschili e femminili di Pallavolo del Bassano Volley e le gare interne della locale squadra Atletico Bassano di Calcio a 5.
- PalaAngarano: è il terzo dei palazzetti dello sport di Bassano del Grappa. Sito nel Quartiere XXV Aprile della città, ospita le gare interne della locale Orange1 Basket Bassano squadra di Pallacanestro che milita nell'attuale Serie C Gold Nazionale.
- Stadio del Rugby "Giovanni De Danieli": ospita le gare interne della locale squadra Rugby Bassano 1976, militante nel Campionato Serie C (rugby a 15), la squadra amatoriale degli Old Bridge Rugby Bassano e la squadra dilettantistica di Touch rugby "Mezzo e Mezzo" Bassano Touch.

Le altre strutture presenti in città sono le seguenti:
- Piscina comunale "Aquapolis"
- Campo di Atletica leggera "Santa Croce"
- Campo di calcio "Santa Croce"
- Campo di calcio "San Vito"
- Campo polivalente "Valrovina"
- Impianti sportivi "Ca' Baroncello"
- Impianti sportivi "Ca' Morosini"
- Impianti sportivi "Campese"
- Impianti sportivi "Marchesane 7 Case"
- Impianti sportivi "Marchesane Alpini"
- Impianti sportivi "Quartiere Pre'"
- Impianti sportivi "Rubbio"
- Impianti sportivi "San Eusebio"
- Impianti sportivi "San Lazzaro"
- Impianti sportivi "San Michele"
- Palestra Comunale
- Poligono di tiro "Tiro a segno Nazionale Bassano del Grappa"
- Circolo del Tennis "Società Tennis Bassano 1934"
- Piscina e Impianti Sportivi "Nuoto Club Bassano"